# باشگاه فوتبال منچستر یونایتد
باشگاه فوتبال منچستر یونایتد (به انگلیسی: Manchester United Football Club) یکی از باشگاه‌های حرفه‌ای فوتبال در لیگ برتر فوتبال انگلستان است.
این باشگاه در سال ۱۸۷۸، با نام باشگاه فوتبال نیوتون هیث (به انگلیسی: Newton Heath LYR Football Club) تأسیس شد. در سال ۱۹۰۲، نام این باشگاه به منچستر یونایتد تغییر یافت و در سال ۱۹۱۰، ورزشگاه الدترافورد به عنوان ورزشگاه خانگی این تیم انتخاب شد.
منچستر یونایتد با داشتن ۲۰ عنوان قهرمانی در لیگ برتر، ۶ قهرمانی در جام اتحادیه، ۱۳ قهرمانی در جام حذفی، ۲۱ قهرمانی در سوپر جام انگلستان، ۳ عنوان قهرمانی لیگ قهرمانان اروپا یکی از پرافتخارترین باشگاه‌های فوتبال جهان به‌شمار می‌آید. آن‌ها نخستین تیم انگلیسی بودند که توانستند هر سه جام اصلی یعنی لیگ برتر، جام حذفی و لیگ قهرمانان اروپا (سه‌گانه) را در فصل ۹۹–۱۹۹۸ به دست آورند. در فصل ۱۷–۲۰۱۶، با قهرمانی در لیگ اروپا، آن‌ها جزو پنج تیمی در اروپا شدند که در تمامی رقابت‌های یوفا به مقام قهرمانی رسیده است. همچنین آن‌ها به تنها باشگاه انگلیسی تبدیل شدند که توانسته‌اند در تمامی رقابت‌هایی که در آن شرکت کرده‌اند، به مقام قهرمانی برسند.
در سال ۱۹۶۸، منچستریونایتد با سرمربیگری سر مت بازبی به عنوان اولین تیم انگلیسی در لیگ قهرمانان اروپا به قهرمانی رسید. این اتفاق ۱۰ سال پس از حادثه مونیخ رخ داد. در این حادثه ۸ تن از بازیکنان تیم فوتبال منچستریونایتد جان خود را از دست دادند. سر الکس فرگوسن که از نوامبر ۱۹۸۶ تا مهٔ ۲۰۱۳ سرمربیگری این تیم را بر عهده داشت، توانست ۳۸ جام مختلف برای باشگاه به دست آورد و پرافتخارترین سرمربی تاریخ فوتبال شود. رقبای سنتی منچستر یونایتد باشگاه‌های منچستر سیتی، لیورپول، آرسنال و لیدز یونایتد می‌باشند.
منچستر یونایتد یکی از پرطرفدارترین باشگاه‌های فوتبال جهان محسوب می‌شود. این باشگاه در فصل ۱۷–۲۰۱۶ با درآمد ۶۷۶٫۳ میلیون یورویی، پردرآمدترین باشگاه فوتبال در دنیا و در سال ۲۰۱۷ با ارزشی معادل ۲٫۸۶ میلیارد پوند، باارزش‌ترین باشگاه فوتبال جهان شد. تا اکتبر ۲۰۱۸، برند منچستر یونایتد با ۱٫۵۵ بیلیون یورو ارزش، با ارزش‌ترین برند فوتبالی است. بعد از عرضهٔ سهام این تیم در بورس لندن در سال ۱۹۹۱، مالکوم گلیزر در مهٔ ۲۰۰۵ با مبلغی بالغ بر ۸۰۰ میلیون پوند باشگاه را خرید. در اوت ۲۰۱۲، عرضه اولیه سهام باشگاه در بازار بورس نیویورک انجام گرفت.

## تاریخچه

### سال‌های ابتدایی (۱۹۴۵–۱۸۷۸)

نمودار پیشرفت باشگاه منچستر یونایتد در لیگ برتر انگلستان از فصل ۹۳–۱۸۹۲

باشگاه فوتبال منچستر یونایتد در سال ۱۸۷۸ توسط شرکت راه‌آهن لانکشایر و یورکشایر و با نام نیوتون هیث شکل گرفت. در ابتدا این تیم فقط با تیم‌های شرکت‌های راه‌آهن دیگر بازی می‌کرد، ولی در ۲۰ نوامبر ۱۸۸۰ اولین بازی رسمی خود را در برابر بولتون واندررز انجام داد. بازیکنان تیم نیوتون هیث در این بازی لباس سبز و طلایی پوشیده بودند و بازی را نیز با نتیجه ۶ بر صفر واگذار کردند. این تیم از سال ۱۸۸۸ به عضویت یک لیگ محلی کوچک درآمد. این لیگ محلی پس از یک سال منحل شد و آن‌ها به لیگ دیگری به نام اتحاد فوتبال پیوستند. سه فصل بعد این لیگ با لیگ برتر فوتبال ادغام شد. این تیم از فصل ۹۳–۱۸۹۲ کار خود را در لیگ دسته اول شروع کرد. در آن موقع تیم از شرکت راه‌آهن استقلال یافته بود و پسوند LYR (مخفف Lancashire and Yorkshire Railway) از نام این تیم حذف شد. بعد از فقط دو فصل، باشگاه به دستهٔ دوم سقوط کرد.

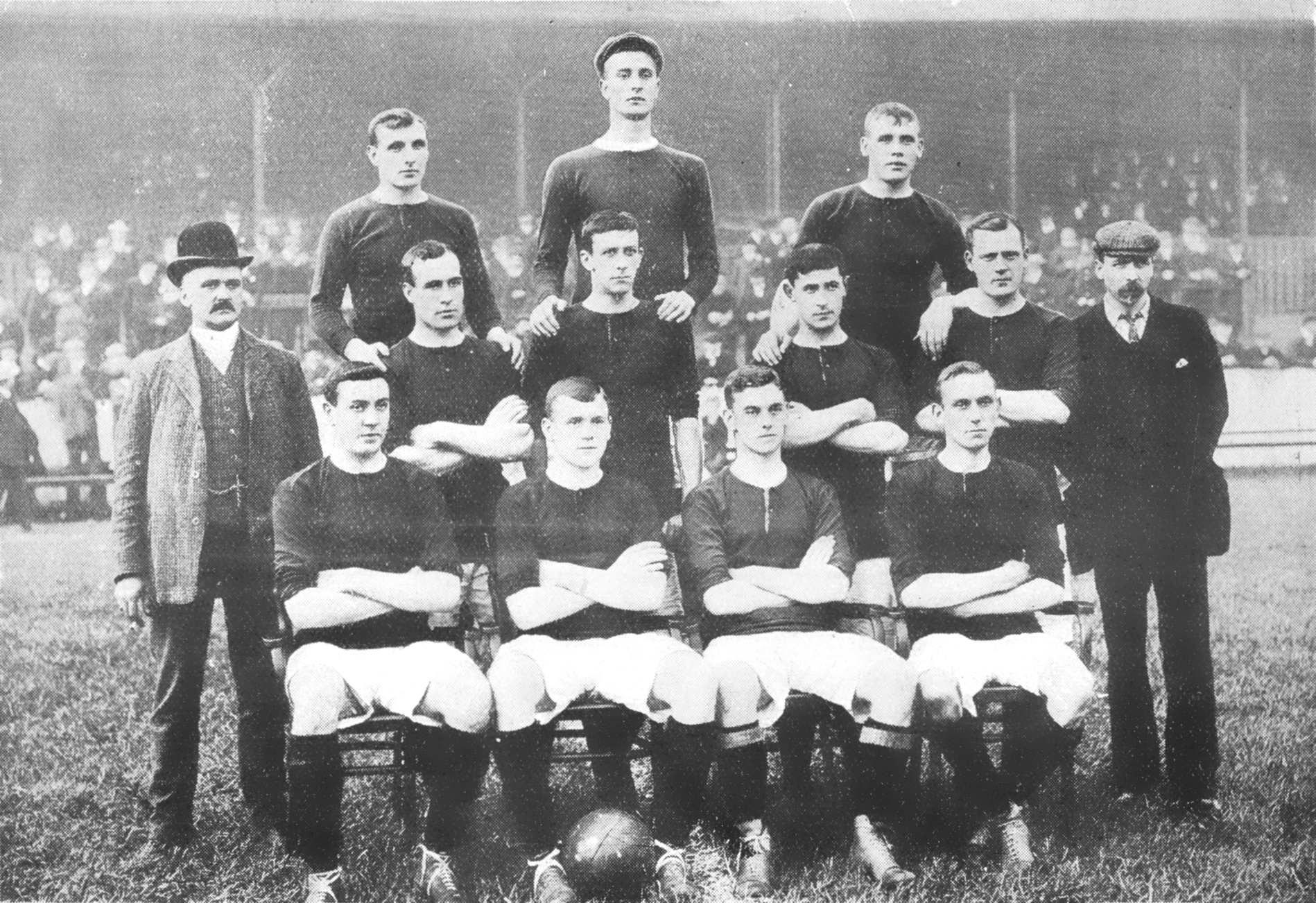
تیم منچستر یونایتد در فصل ۱۹۰۶–۱۹۰۵ در این سال آن‌ها نایب قهرمان لیگ شدند

در ژانویه ۱۹۰۲، باشگاه با بدهی ۲٬۶۷۰ پوند (معادل ۲۱۰٬۰۰۰ پوند در سال ۲۰۱۱ میلادی) ورشکسته شد. هری استفورد، کاپیتان تیم ۴ تاجر از جمله جان هنری دیویس (که رئیس باشگاه شد) را یافت که حاضر شدند هر کدام ۵۰۰ پوند در باشگاه سرمایه‌گذاری کنند و تیم را نجات دهند. در آن موقع نام تیم نیز تغییر کرد و در ۲۴ آوریل ۱۹۰۲ باشگاهی با نام منچستر یونایتد به صورت رسمی شکل گرفت. با سرمربیگری ارنست منگنال که تیم را در سال ۱۹۰۳ تحویل گرفت، آن‌ها موفق به نایب قهرمانی در لیگ دسته دوم در سال ۱۹۰۶ شدند و به لیگ دسته اول راه یافتند. همچنین منچستر یونایتد در سال ۱۹۰۸، برای اولین بار توانست لیگ دسته اول را فتح کند که اولین قهرمانی منچستر یونایتد در لیگ به حساب می‌آید. در شروع فصل بعد، منچستر یونایتد عنوان قهرمانی در جام خیریه انگلیس را به‌دست‌آورد. و در پایان فصل نیز برای اولین بار، به عنوان قهرمانی جام حذفی انگلیس رسید. منچستر یونایتد در سال ۱۹۱۱، بار دیگر در لیگ دسته اول قهرمان شد، ولی در پایان آن فصل، منگنال منچستر یونایتد را ترک کرد و به منچستر سیتی پیوست.
در سال ۱۹۲۲، بعد از شروع دوباره لیگ‌های فوتبال پس از توقف سه ساله به علت جنگ جهانی اول، باشگاه به دسته دوم سقوط کرد. منچستر یونایتد در سال ۱۹۲۵، دوباره به لیگ دسته اول بازگشت، ولی در سال ۱۹۳۱ دوباره به دسته دوم رفت و به باشگاه یو-یویی تبدیل شد. در آن سال، منچستر یونایتد ضعیف‌ترین نتیجهٔ تاریخ خود را گرفت و در لیگ دسته دوم در رتبهٔ بیستم قرار گرفت. در اکتبر ۱۹۲۷، جان هنری دیویس درگذشت. باشگاه بار دیگر در آستانهٔ ورشکستگی قرار گرفت، ولی در دسامبر ۱۹۳۱، جیمز گیبسون در باشگاه سرمایه‌گذاری کرد و اداره باشگاه را در دست گرفت. در فصل ۳۹–۱۹۳۸ و در فاصله یک سال قبل از شروع جنگ جهانی دوم، باشگاه کار خود را در لیگ دسته اول در رتبه چهاردهم به پایان رساند.

### سال‌های بازبی (۱۹۶۹–۱۹۴۵)

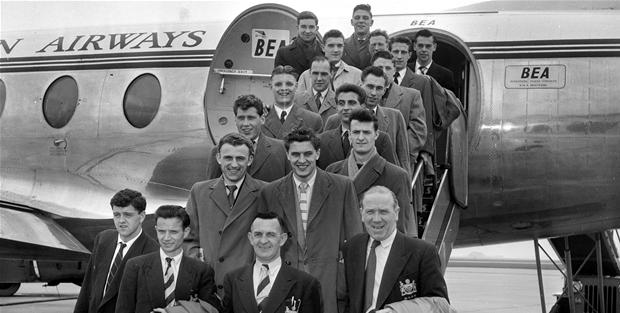
«بچه‌های بازبی» در دانمارک (۱۹۵۵)

در اکتبر ۱۹۴۵، پس از از سرگیری دوبارهٔ مسابقات فوتبال بعد از جنگ جهانی دوم، مت بازبی با قراردادی ۵ ساله به منچستر یونایتد پیوست. او کارش را با جذب پنج بازیکن شروع کرد. بازبی در سال‌های ۱۹۴۷، ۱۹۴۸ و ۱۹۴۹ با تیم نایب قهرمان لیگ دسته اول شد و در سال ۱۹۴۸ نیز قهرمان جام حذفی انگلیس شد. در سال ۱۹۵۲، باشگاه پس از ۴۱ سال قهرمان لیگ دسته اول شد. با میانگین سنی ۲۲ سال، تیم سر مت بازبی در آن سال‌ها توسط رسانه‌ها «بچه‌های بازبی» (به انگلیسی: Busby Babes) خوانده می‌شد. در سال ۱۹۵۷، منچستر یونایتد به عنوان اولین تیم انگلیسی به لیگ قهرمانان اروپا راه یافت. آن‌ها در این مسابقات، در نیمه‌نهایی بازی را به رئال مادرید واگذار کردند و حذف شدند. در همان مسابقات، منچستر یونایتد با نتیجه ۱۰ بر صفر باشگاه بلژیکی اندرلشت را شکست داد. این پیروزی، به عنوان پرگل‌ترین بُرد منچستر یونایتد در تاریخ این باشگاه محسوب می‌شود.
در سال بعد و در همین مسابقات، در راه برگشت به خانه پس از برد مقابل ستاره سرخ بلگراد، هواپیمایی که بازیکنان منچستر یونایتد، تعدادی خبرنگار و مقامات باشگاه را به انگلیس انتقال می‌داد، در حالی که در مونیخ آلمان سوخت‌گیری کرده بود، در حال بلند شدن از زمین دچار سانحه شد. فاجعه هوایی مونیخ در ۶ فوریه ۱۹۵۸ رخ داد و جان ۲۳ نفر را گرفت، از جمله ۸ تن از بازیکنان منچستر یونایتد. جئوف بنت، راجر بایرن، ادی کولمن، دانکن ادواردز، مارک جونز، دیوید پگ، تامی تیلور و بیلی ولان بازیکنانی بودند که در این حادثه جان باختند و چندی دیگر از بازیکنان در این حادثه به شدت مجروح شدند.

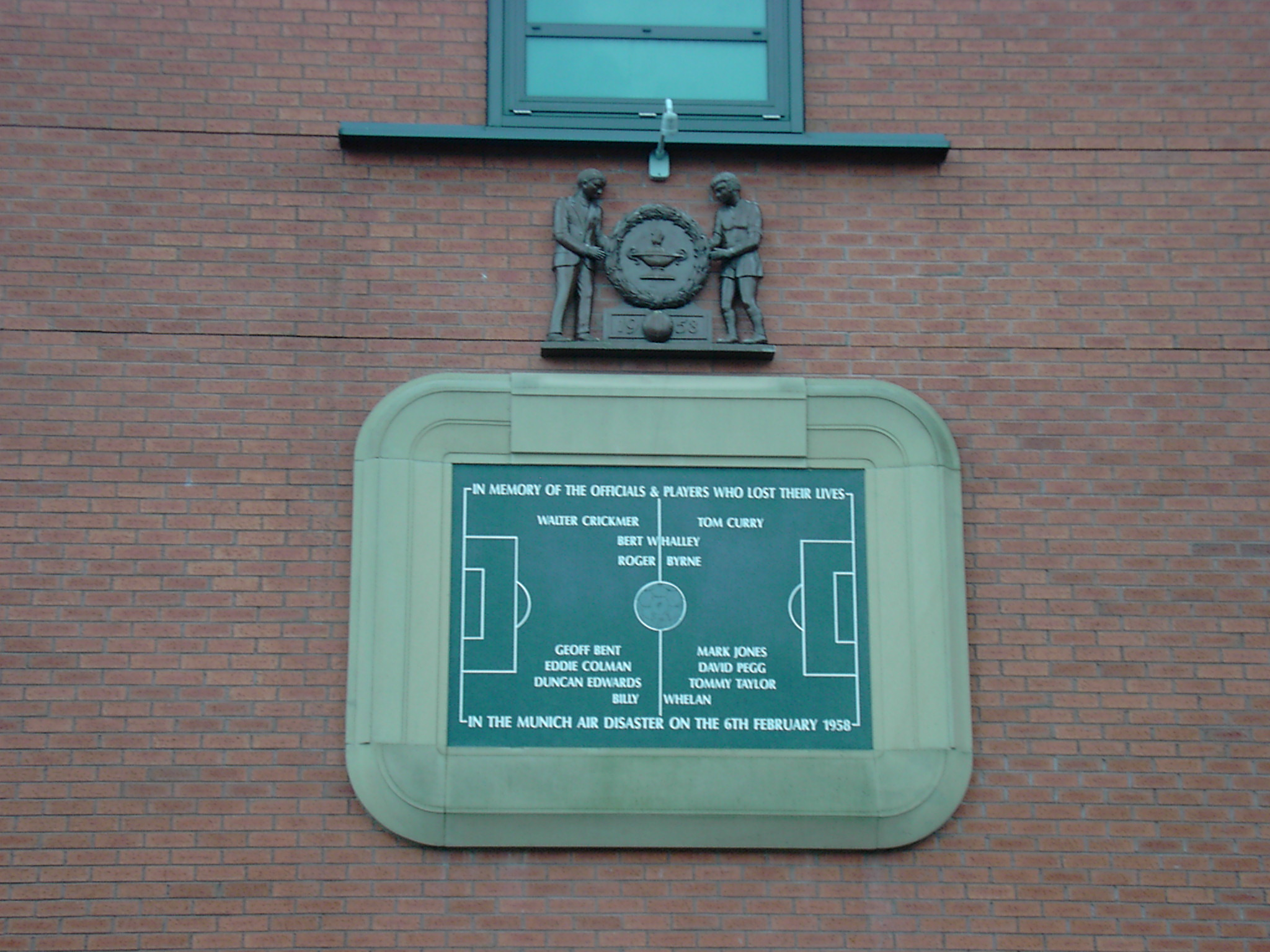
نشانی که به افتخار کشته‌شدگان فاجعه هوایی مونیخ در الدترافورد نصب شده است

مت بازبی در این حادثه مجروح شد و در دوران درمانش، جیمی مورفی هدایت تیم را بر عهده گرفت. در آن سال آن‌ها به فینال جام حذفی رسیدند، اما در مقابل بولتون واندررز مغلوب شدند. با به رسمیت شناختن این فاجعه، یوفا از باشگاه دعوت کرد تا در فصل ۵۹–۱۹۵۸ لیگ قهرمانان اروپا در کنار ولورهمپتون شرکت کند. با وجود تصویب اتحادیه فوتبال انگلیس، سازمان لیگ تشخیص داد به علت این که منچستر یونایتد به این مسابقات راه پیدا نکرده است، نمی‌تواند در آن شرکت کند. بازبی با خریدن بازیکنانی همچون دنیس لا و پت کرراند تیم دههٔ ۶۰ منچستر یونایتد را دوباره ساخت. این تیم همراه با بازیکنانی همچون جرج بست در سال ۱۹۶۳ در جام حذفی قهرمان شد.
در فصل بعدی در لیگ نایب قهرمان شدند و در سال ۱۹۶۵ و ۱۹۶۷ توانستند در لیگ به مقام قهرمانی برسند. در سال ۱۹۶۸، منچستر یونایتد در فینال لیگ قهرمانان اروپا با نتیجهٔ ۴ بر ۱ تیم بنفیکا را شکست داد و به عنوان اولین تیم انگلیسی، در لیگ قهرمانان اروپا، قهرمان شد. در آن تیم، سه برندهٔ توپ طلای اروپا یعنی بابی چارلتون، دنیس لا و جرج بست حضور داشتند. مت بازبی در سال ۱۹۶۹ از سِمَت خود استعفا داد و ویلف مک‌گینس، بازیکن سابق منچستر یونایتد، جانشین وی شد.

### ۱۹۸۶–۱۹۶۹

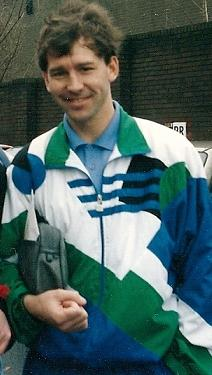
برایان رابسون برای ۱۲ سال کاپیتان تیم منچستر یونایتد بود. او دارای رکورد بلندترین مدت کاپیتانی در این تیم است.

به دنبال کسب رتبهٔ هشتم در فصل ۷۰–۱۹۶۹ و شروع ضعیف در فصل ۷۱–۱۹۷۰، بازبی پذیرفت تا به صورت موقت سرمربی تیم بشود و ویلف مک‌گینس نیز به عنوان کمک مربی در تیم مشغول شد. در ژوئن ۱۹۷۱، فرانک اوفارل، به عنوان سرمربی برگزیده شد. ولی ۱۸ ماه بعد و در دسامبر ۱۹۷۲ تامی دوچرتی جانشین وی شد. دوچرتی منچستر یونایتد را از سقوط به دستهٔ پایین‌تر نجات داد؛ ولی در سال ۱۹۷۴ آن‌ها به دستهٔ پایین‌تر سقوط کردند. مثلث خط حملهٔ یونایتد یعنی بست، لا و چارلتون باشگاه را ترک کردند. باشگاه سال بعد به دسته اول بازگشت و در سال ۱۹۷۶ به بازی نهایی جام حذفی رسید. اما در آن‌جا مغلوب ساوت‌همپتون شد. منچستر یونایتد در سال ۱۹۷۷ باز هم به فینال رسید و این بار ۲ بر ۱ مقابل لیورپول به برتری رسید. دوچرتی پس از مدت کوتاهی و به دنبال افشای رابطه‌اش با همسر فیزیوتراپیست باشگاه، برکنار شد.
دیو سکستون در سال ۱۹۷۷، جانشین دوچرتی شد. با وجود خرید بازیکنان بزرگی همچون جو جردن، گوردون مک‌کوئین، گری بیلی و رای ویلکینز، باشگاه در آن سال به نتیجهٔ قابل توجهی دست نیافت. آن‌ها در فصل ۸۰–۱۹۷۹ در لیگ و جام حذفی نایب قهرمان شدند. سکستون در سال ۱۹۸۱ برکنار و ران اتکینسون جانشین وی شد. او رکورد نقل و انتقالات انگلیس را شکست و برایان رابسون را از وست برومویچ با مبلغ ۱٫۵ میلیون پوند به منچستر یونایتد آورد. با هدایت اتکینسون، منچستر یونایتد دو بار در سال‌های ۱۹۸۳ و ۱۹۸۵، قهرمان جام حذفی شد. در فصل ۸۶–۱۹۸۵ منچستر یونایتد، در حالی که به قهرمانی خیلی نزدیک بود، لیگ را با رتبه چهارم به پایان رساند. سال بعد منچستر یونایتد خطر سقوط را از سر گذراند و اتکینسون برکنار شد.

### سال‌های فرگوسن (۲۰۱۳–۱۹۸۶)

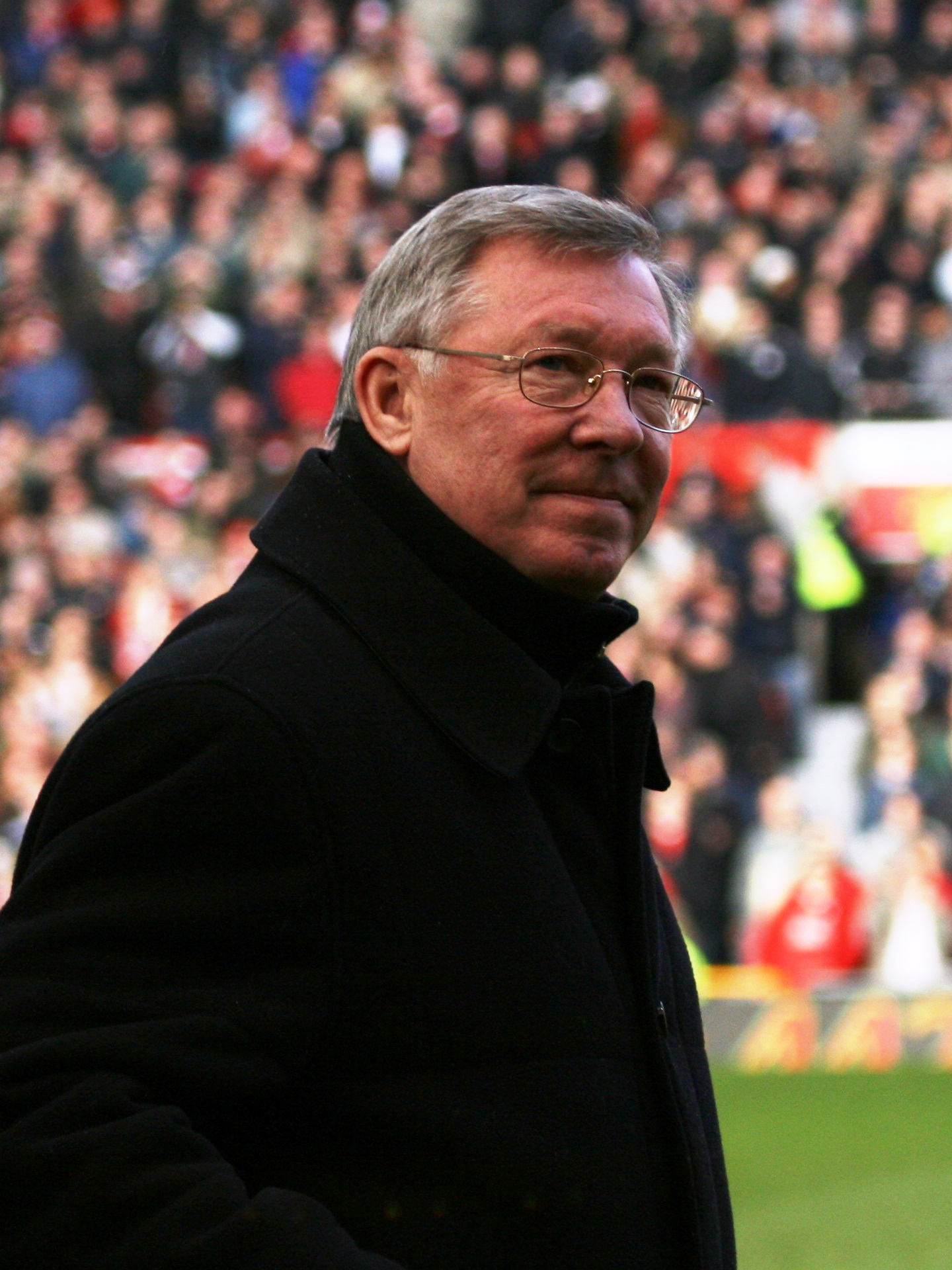
سر الکس فرگوسن

الکس فرگوسن و دستیارش آرچی ناکس در روز برکناری اتکینسون از تیم آبردین به منچستر یونایتد آمدند و با هدایت آن‌ها، باشگاه در آن فصل به رتبهٔ یازدهم لیگ دست یافت. با وجود این که فرگوسن منچستر یونایتد را در فصل ۸۸–۱۹۸۷ در لیگ به مقام دوم رساند، ولی در فصل بعدی دوباره منچستر یونایتد یازدهم شد. فرگوسن در آستانهٔ برکناری بود، ولی با شکست دادن کریستال پالاس، آن‌ها قهرمان جام حذفی سال ۱۹۹۰ شدند و فرگوسن در سمت خود باقی‌ماند. در فصل بعد منچستر یونایتد برای اولین بار در جام در جام اروپا قهرمان شد و در بازی سوپر جام اروپا با یک گل، ستاره سرخ بلگراد، قهرمان لیگ قهرمانان اروپا را شکست داد و سوپر جام اروپا را نیز به دست آورد. در فصل بعدی منچستر یونایتد در ومبلی تیم ناتینگهام فارست را یک بر صفر شکست داد و عنوان قهرمانی جام اتحادیه را به دست آورد. در سال ۱۹۹۳ باشگاه برای اولین پس از سال ۱۹۶۷، قهرمان لیگ برتر شد و در فصل بعدی نیز منچستر یونایتد جام حذفی و لیگ برتر را فتح کرد.
در فصل ۹۹–۱۹۹۸ منچستر یونایتد به نخستین تیم انگلیسی تبدیل شد که هر سه جام لیگ برتر، جام حذفی و لیگ قهرمانان اروپا را در یک فصل به دست می‌آورد. در حقیقت منچستر یونایتد تنها تیم انگلیسی است که سه‌گانه را در کارنامهٔ خود ثبت کرده است. آن‌ها در فینال لیگ قهرمانان سال ۱۹۹۹ در حالی که از بایرن مونیخ با یک گل عقب بودند، در وقت‌های اضافه با گل‌های اوله گانر سولسشیر و تدی شرینگهام به پیروزی رسیدند. همچنین با شکست دادن تیم پالمیراس در توکیو، جام بین قاره‌ای را نیز به دست آوردند. پس از آن، فرگوسن به خاطر خدمات خود به فوتبال لقب سر را از ملکه بریتانیا دریافت کرد.

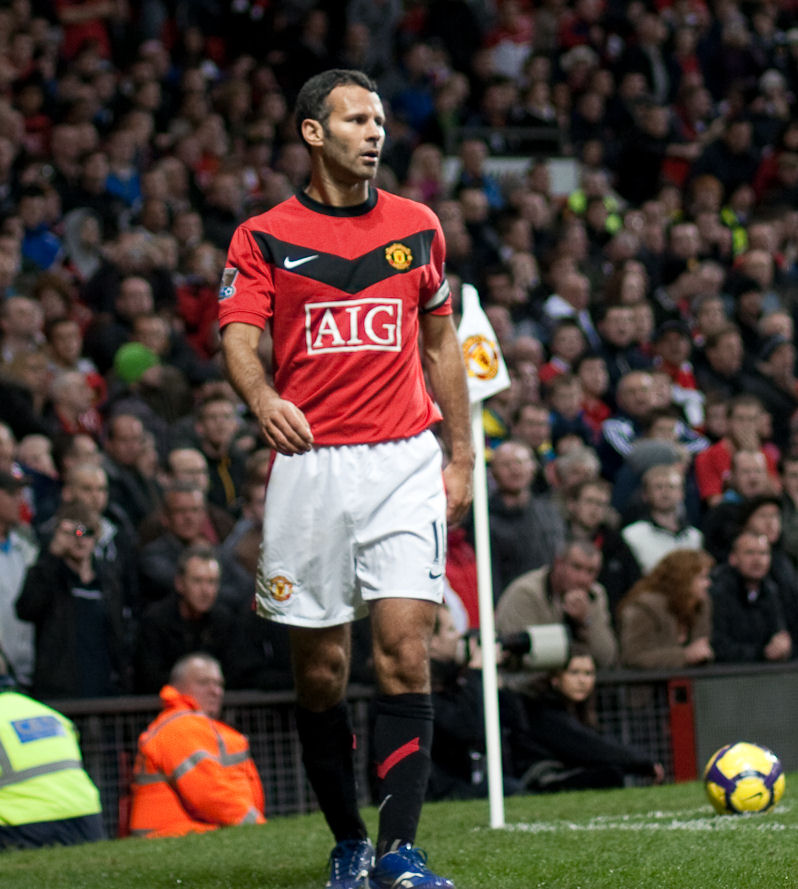
رایان گیگز رکورددار تعداد بازی و پرافتخارترین بازیکن در لیگ برتر انگلستان

در سال ۲۰۰۰، منچستر یونایتد به جام باشگاه‌های جهان راه یافت و لیگ برتر را نیز دوباره در فصل‌های ۲۰۰۰–۱۹۹۹ و ۲۰۰۱–۲۰۰۰ فتح کرد. آن‌ها در فصل ۲۰۰۲–۲۰۰۱ نایب قهرمان لیگ شدند و در فصل بعد، دوباره عنوان قهرمانی را به دست آوردند. قهرمانی جام حذفی فصل ۲۰۰۴–۲۰۰۳ نیز نصیب منچستر یونایتد شد. در فصل ۲۰۰۶–۲۰۰۵ منچستر یونایتد برای اولین بار در تاریخ خود، از راه‌یابی به مرحله حذفی لیگ قهرمانان اروپا بازماند. اما با نایب قهرمانی در لیگ برتر و قهرمانی در جام اتحادیه، این امر را جبران کرد. منچستر یونایتد در فصل‌های ۰۷–۲۰۰۶ و ۰۸–۲۰۰۷ قهرمان لیگ برتر شد و در سال ۲۰۰۸ با شکست ۶ بر ۵ تیم چلسی در ضربات پنالتی (۱ بر ۱ مساوی در وقت قانونی و اضافه) قهرمان اروپا شد. در این بازی، رایان گیگز برای ۷۵۹مین بار برای منچستر یونایتد به میدان رفت و رکورد بابی چارلتون را شکست. در دسامبر همان سال، منچستر یونایتد قهرمان باشگاه‌های جهان شد و در فصل ۰۹–۲۰۰۸ در جام اتحادیه عنوان قهرمانی را کسب کرد. در تابستان آن سال، کریستیانو رونالدو با مبلغ ۸۰ میلیون پوند که در زمان خود رکوردی جهانی محسوب می‌شد، به رئال مادرید فروخته شد. در سال ۲۰۱۰ منچستریونایتد ۲ بر ۱ استون ویلا را در بازی نهایی جام اتحادیه شکست داد و توانست برای اولین بار در این جام، از مقام قهرمانی خود دفاع کند.
منچستر یونایتد در فصل ۱۰–۲۰۰۹ به مقام نایب قهرمانی رسید. اما در فصل ۱۱–۲۰۱۰، برای نوزدهمین بار در لیگ برتر قهرمان شد. منچستر یونایتد با کسب این عنوان، رکورد ۱۸ قهرمانی تیم لیورپول در لیگ را شکست و به پرافتخارترین تیم باشگاهی در لیگ برتر انگلستان تبدیل شد.
بعد از نایب قهرمانی در فصل ۱۲–۲۰۱۱، منچستر یونایتد در فصل ۱۳–۲۰۱۲ توانست برای بیستمین بار قهرمان لیگ برتر شود.

### تاکنون–۲۰۱۳
روز ۸ مهٔ ۲۰۱۳، فرگوسن اعلام کرد که در پایان فصل بازنشسته می‌شود، اما به عنوان عضو هیئت رئیسه و سفیر، به فعالیتش در این باشگاه ادامه می‌دهد. یک روز بعد، باشگاه منچستر یونایتد اعلام کرد که دیوید مویس با منچستر یونایتد قرارداد ۶ ساله امضا کرده و هدایت این تیم را بر عهده خواهد گرفت. ده ماه بعد، در ۲۲ آوریل ۲۰۱۴، به دنبال نتایج ضعیف یونایتد و عدم راهیابی این تیم به لیگ قهرمانان اروپا برای اولین بار پس از فصل ۹۶–۱۹۹۵، دیوید مویس از سمتش برکنار شد و رایان گیگز به صورت موقت، هدایت این تیم را برعهده گرفت. در ۱۹ مهٔ ۲۰۱۴ رسماً اعلام شد که لوئی فان خال با قراردادی سه ساله جانشین مویس می‌شود و رایان گیگز هم به عنوان دستیار در تیم خواهد بود. در ۲۸ مهٔ ۲۰۱۴، مالکوم گلیزر مالک باشگاه درگذشت.
یونایتد با فن خال در فصل اول به مقام چهارم لیگ رسید و به مرحلهٔ گروهی فصل بعد لیگ قهرمانان اروپا راه یافت، اما در همان مرحلهٔ گروهی حذف شد. فصل بعد با وجود چند خرید گران‌قیمت در لیگ به مقام پنجم رسید و باز هم از رسیدن به لیگ قهرمانان بازماند. با این حال، در آن فصل یونایتد برای دوازدهمین بار به قهرمانی جام حذفی رسید و با رکورد آرسنال برابری کرد. با وجود این قهرمانی، دو روز بعد فن خال از کارش برکنار شد و در ۲۷ مهٔ ۲۰۱۶، ژوزه مورینیو با قراردادی سه ساله سرمربی‌گری این تیم را بر عهده گرفت. در این فصل منچستر یونایتد برای بیست و یکمین بار قهرمان جام خیریه شد، برای اولین بار توانست در لیگ اروپا به قهرمانی برسد و همچنین برای پنجمین بار در جام اتحادیه انگلستان به قهرمانی رسید. وین رونی با به ثمر رساندن دویست و پنجاهمین گل خود برای باشگاه، رکورد سر بابی چارلتون را شکست و به بهترین گلزن تاریخ باشگاه تبدیل شد و در انتهای فصل به باشگاه سابق خود یعنی اورتون بازگشت. بعد از پایان هفتهٔ هفدهم فصل ۱۹–۲۰۱۸، تیم مورینیو با ۱۹ امتیاز کم‌تر از تیم صدرنشین و ۱۱ امتیاز فاصله از تیم چهارم جدول، در ردهٔ ششم قرار داشت؛ این بدترین شروع تاریخ باشگاه در لیگ برتر بود. نهایتاً ژوزه مورینیو در ۱۸ دسامبر ۲۰۱۸ برکنار شد و یک روز بعد اوله گونر سولشر به صورت موقت جانشین وی شد. در ۲۸ مارس ۲۰۱۹ و پس از کسب ۱۴ برد از ۱۹ بازی ابتدایی‌اش، سولشر با امضای قراردادی سه ساله به عنوان سرمربی رسمی تیم انتخاب شد.
در ۱۸ آوریل ۲۰۲۱، منچستر یونایتد اعلام کرد که همراه با ۱۱ باشگاه دیگر اروپایی، سوپر لیگ اروپا را بنیان‌گذاری کرده. این لیگ قرار بود به یک مسابقات ۲۰ تیمی تبدیل و جایگزین لیگ قهرمانان اروپا شود. اما ۱۲ تیم اصلیِ بنیان‌گذار، هیچ‌گاه از لیگ سقوط نمی‌کردند و عضو دائمی آن می‌شدند. اعلام این خبر با واکنش و اعتراضات شدید و بی‌سابقه از سوی هواداران، دیگر باشگاه‌ها، رسانه‌ها، بازیکنان، حامیان مالی و دولت بریتانیا مواجه شد؛ به گونه‌ای که هر ۶ تیم انگلیسی، از جمله منچستر یونایتد، دو روز بعد از این لیگ خارج شدند. شکست پروژه سوپر لیگ اروپا نهایت منجر شد تا اد وودوارد، مدیر اجرایی باشگاه از سمت خودش کناره‌گیری کند. با این حال، دامنهٔ اعتراضات هواداران به باشگاه، خصوصاً خانواده گلیزر گسترده‌تر شد. در ۲ مهٔ ۲۰۲۱ هواداران تا پای هجوم به زمین چمن الدترافورد نیز پیش رفتند، به گونه‌ای که بازی این تیم مقابل لیورپول لغو شد. این اولین بار در طول تاریخ لیگ برتر فوتبال انگلستان بود که یک بازی به علت اعتراض هواداران به باشگاه لغو می‌شد.
در فصل ۲۱–۲۰۲۰، منچستر یونایتد موفق شد تا در زمین خودش، ساوت‌همپتون را ۹–۰ شکست دهد و با رکورد بهترین برد در تاریخ لیگ برتر که در اختیار خودش و تیم لستر سیتی بود، برابری کند. اما در انتهای فصل، در فینال لیگ اروپا مقابل ویارئال در ضربات پنالتی مغلوب شد تا چهارمین فصل متوالی بدون جام را به پایان برساند. این طولانی‌ترین بازهٔ بدون جام برای منچستر یونایتد، بعد از آخرین سقوط این تیم از دسته اول انگلستان بود. در ۲۰ نوامبر ۲۰۲۱، باشگاه منچستر یونایتد اعلام کرد که سولشر از سمت خود به عنوان سرمربی تیم برکنار شده است و مایکل کریک تا انتخاب سرمربی موقت برای تیم، هدایت یونایتد را بر عهده می‌گیرد. در نهایت رالف رانگنیک به عنوان سرمربی موقت یونایتد تا انتهای فصل، انتخاب شد. در ۲۱ آوریل ۲۰۲۲ اریک تن هاخ قراردادی را تا پایان سال ۲۰۲۵ به همراه امکان تمدید یک ساله به عنوان سرمربی تیم امضاء کرد.

## آرم و لباس تیم
آرم باشگاه منچستر یونایتد، از آرم شورای شهر منچستر گرفته شده است. اگرچه تغییرات بسیاری در آن دیده می‌شود و از آن آرم، فقط کشتی آن باقی مانده است. در دههٔ ۶۰ میلادی، به منچستر یونایتد لقب شیاطین سرخ داده شد. در آن زمان این لقب به صورت رسمی وارد برنامه‌های باشگاه شد و در دههٔ ۷۰ میلادی، نشان یک شیطان به آرم باشگاه اضافه شد.

۱۹۷۳–۱۹۶۰
۱۹۹۸–۱۹۷۳
تاکنون–۱۹۹۸

لباس تیم نیوتون هیث در ابتدا، پیراهن‌های سبز و زرد به همراه جوراب و شورت ورزشی آبی بود. بین سال‌های ۱۸۹۴ تا ۱۸۹۶ پیراهن باشگاه رنگ سبز و طلایی بود تا این‌که در سال ۱۸۹۶، پیراهن باشگاه یک دست سفید شد و بازیکنان جوراب‌های آبی‌رنگ پوشیدند. بعد از آن که نام باشگاه در سال ۱۹۰۲ به منچستر یونایتد تغییر یافت، رنگ لباس تیم نیز عوض شد. از آن زمان به بعد بازیکنان پیراهن قرمز، شورت ورزشی سفید و جوراب سیاه می‌پوشیدند. تا سال ۱۹۲۲، تغییرات چندانی در لباس تیم صورت نگرفت تا این که در آن سال یک علامت V قرمز تیره به قسمت اطراف یقه پیراهن تیم اضافه شد. لباس خانگی تیم تا سال ۱۹۲۷ به همین شکل بود. در سال ۱۹۳۴، بازیکنان پیراهن‌های آلبالویی و سفید رنگ پوشیدند، ولی در فصل بعدی پیراهن تیم به همان قرمز یکدست تغییر یافت. از سال ۱۹۵۹ تا ۱۹۶۵، جوراب‌های بازیکنان از رنگ مشکی به رنگ سفید تغییر کرد و از سال ۱۹۶۵ تا ۱۹۷۱، جوراب‌های تیم، قرمزرنگ شد. در آن سال دوباره جوراب‌های تیم به رنگ مشکی درآمد. لباس تیم در فصل ۱۱–۲۰۱۰، قرمز رنگ با یقه‌های سفید، شورت ورزشی سفید و جوراب‌های مشکی بود. در طراحی پیراهن فصل ۱۳–۲۰۱۲ منچستر یونایتد، از نوعی پارچه از جنس کتان به نام گینگهام الهام گرفته شده است. این پارچه در طول انقلاب صنعتی در شهر منچستر تولید شده و به نوعی نماد این شهر به حساب می‌آید.
لباس دوم تیم اغلب فصل‌ها پیراهن و شورت ورزشی سفید و جوراب‌های سیاه بوده است، ولی چندین استثنا هم وجود داشته است؛ مثلاً در فصل ۲۰۰۰–۱۹۹۹ پیراهن دوم تیم، آبی نفتی به همراه‌های راه‌راه‌های باریک نقره‌ای رنگ بود و در فصل ۱۱–۲۰۱۰ لباس دوم تیم، پیراهن سفید به همراه خط‌های آبی و قرمز رنگ و شورت ورزشی سیاه و جوراب سفید رنگ بود. در فصل ۹۶–۱۹۹۵، آن‌ها برای دو بازی پیراهن تمام خاکستری پوشیدند، ولی به دلیل شکایت بازیکنان از این که در زمین نمی‌توانند یکدیگر را پیدا کنند، پیراهن دوم تیم تغییر کرد. از سال ۱۹۹۴ تا ۱۹۹۶، پیراهن دوم تیم آبی و سفید رنگ بود. در سالی که منچستر یونایتد هر سه جام را به دست آورد، پیراهن دوم تیم یک‌دست سیاه‌رنگ بود. از سال ۲۰۰۳ تا ۲۰۰۵، پیراهن دوم تیم سفید به همراه خطوط آبی و قرمز رنگ و جوراب‌ها و شورت‌های ورزشی آبی رنگ بود. در فصل ۰۹–۲۰۰۸، به مناسبت چهلمین سالگرد فتح لیگ قهرمانان اروپا برای نخستین بار، باشگاه پیراهن دوم تیم را به یک‌دست آبی تغییر داد.

## ورزشگاه‌های خانگی
نیوتون هیث در ابتدا در زمین نورث وود که زمینی نزدیک حیاط راه‌آهن بود، بازی می‌کرد. گنجایش اصلی آن ورزشگاه ۱۲٬۰۰۰ نفر بود. مقامات باشگاه تصمیم گرفتند تا برای پیوستن به لیگ برتر بر امکانات این ورزشگاه بیفزایند. در سال ۱۸۸۷، تغییرات کوچکی در ورزشگاه صورت گرفت و در سال ۱۸۹۱، باشگاه از حداقل ذخایر مالی خود برای نصب دو جایگاه جدید در ورزشگاه و اضافه شدن ۲٬۰۰۰ نفر به ظرفیت ورزشگاه استفاده کرد.
در ماه ژوئن ۱۸۹۳ که باشگاه به تازگی تحویل صاحبان جدیدش داده شده بود، زمین نورث وود برای باشگاه نامناسب تشخیص داده شد. ای. اچ آلبوت زمینهٔ استفاده از زمین بانک استریت در کلیتون را فراهم کرد.
در زمانی که بانک استریت به دلیل مشکلات مالی باشگاه تعطیل شد، هری استفورد توانست پول کافی جمع‌آوری کند و یک زمین موقت برای بازی‌های تیم در هارپورهی فراهم آورد. به دنبال سرمایه‌گذاری‌های جدید در باشگاه، جی. اچ دیویس ۵۰۰ پوند پرداخت و علاوه بر احیای زمین بانک استریت، یک جایگاه ۱٬۰۰۰ نفری جدید نیز به آن افزود. در عرض چهار سال، چهار طرف ورزشگاه دارای جایگاه شد و ظرفیت ورزشگاه به ۵۰٬۰۰۰ نفر رسید.
بعد از کسب عنوان قهرمانی لیگ در سال ۱۹۰۸ و قهرمانی در جام حذفی در سال بعد، بانک استریت برای جاه‌طلبی‌های بزرگ دیویس کافی نبود. در فوریه ۱۹۰۹، شش هفته قبل از فینال جام حذفی، الدترافورد به عنوان نام ورزشگاه جدید منچستر یونایتد تصویب شد. باشگاه، زمین ورزشگاه را به قیمت ۶۰٬۰۰۰ پوند خرید. بودجه‌ای ۳۰٬۰۰۰ پوندی به آرچیبالد لیچ (معمار) داده شد تا کار ساخت را شروع کند. در ابتدا قرار بود تا ورزشگاه ۱۰۰٬۰۰۰ نفری باشد، ولی با توجه به بودجه، به ۷۷٬۰۰۰ نفر کاهش یافت. ورزشگاه توسط آقایان براملد و اسمیت در شهر منچستر ساخته شد. رکورد حضور بیشترین تماشاگر در این ورزشگاه، در ۲۵ مارس ۱۹۳۹ ثبت شد. در آن بازی که نیمه‌نهایی جام حذفی بود، ۷۶٬۹۶۲ تماشاگر به ورزشگاه آمدند.

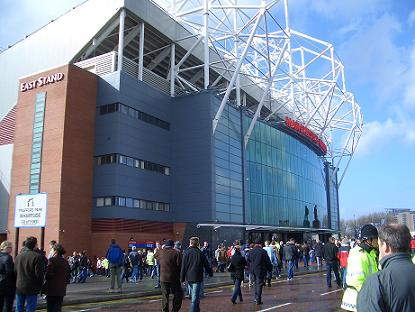
نمای بیرونی ورزشگاه الدترافورد

در طول جنگ جهانی دوم و به دلیل بمباران، بخش زیادی از ورزشگاه تخریب شد. تونل ورودی جنوب ورزشگاه، تنها قسمت باقی‌مانده از آن بود. بعد از جنگ باشگاه از کمیسیون خسارت جنگ ۲۲٬۲۷۸ پوند دریافت کرد تا ورزشگاه را بازسازی کند. در طول بازسازی ورزشگاه، منچستر یونایتد بازی‌های خانگی‌اش را در ورزشگاه خانگی منچسترسیتی برگزار می‌کرد. منچستر یونایتد سالانه ۵٬۰۰۰ پوند و به علاوه قسمتی از سود باشگاه را صرف کرد تا استرتفورد اند، جایگاه‌های غربی و شرقی ورزشگاه بازسازی شد. در مارس ۱۹۵۷، ۴۰٬۰۰۰ پوند صرف شد تا سیستم نور ورزشگاه برقرار شود. در سال ۱۹۸۷، سیستم روشنایی جدیدی در ورزشگاه نصب شد. سیستمی که تا امروز باقی مانده است.
بعد از ابلاغ گزارش تیلور، ظرفیت الدترافورد به ۴۴٬۰۰۰ نفر کاهش پیدا کرد. در سال ۱۹۹۵، جایگاه شمالی ورزشگاه، بازسازی شد و ظرفیت ورزشگاه به ۵۵٬۰۰۰ نفر افزایش یافت. در پایان فصل ۹۹–۱۹۹۸، جایگاه‌های شرقی و غربی نیز بازسازی شد و ظرفیت ورزشگاه به ۶۷٬۰۰۰ نفر افزایش یافت. از ژوئیه ۲۰۰۵ تا مهٔ ۲۰۰۶، با اضافه شدن جایگاه‌های شمال غربی و شمال شرقی، ۸٬۰۰۰ نفر دیگر به ظرفیت ورزشگاه افزوده شد. در ۲۶ مارس ۲۰۰۶، یک رکورد برای بیشترین حضور تماشاگر در یک بازی ثبت شد و ۶۹٬۰۷۰ نفر در ورزشگاه الدترافورد حضور یافتند. در ۳۱ مارس ۲۰۰۷، این رکورد شکسته شد، چرا که ۷۶٬۰۹۸ نفر بازی منچستر یونایتد و بلکبرن را از نزدیک تماشا کردند. یعنی فقط ۱۱۴ صندلی در این بازی خالی مانده بود (۰٫۱۵ ٪ از ظرفیت ورزشگاه). در سال ۲۰۰۹، به دلیل تعمیرات مختلف بر روی جایگاه‌ها، ۲۵۵ نفر از ظرفیت ورزشگاه کم شد و ظرفیت کل به ۷۵٬۹۵۷ کاهش یافت. منچستر یونایتد از لحاظ میانگین تماشاگر در بازی‌های خانگی، در اروپا بعد از بوروسیا دورتموند، دوم است.

## هواداران

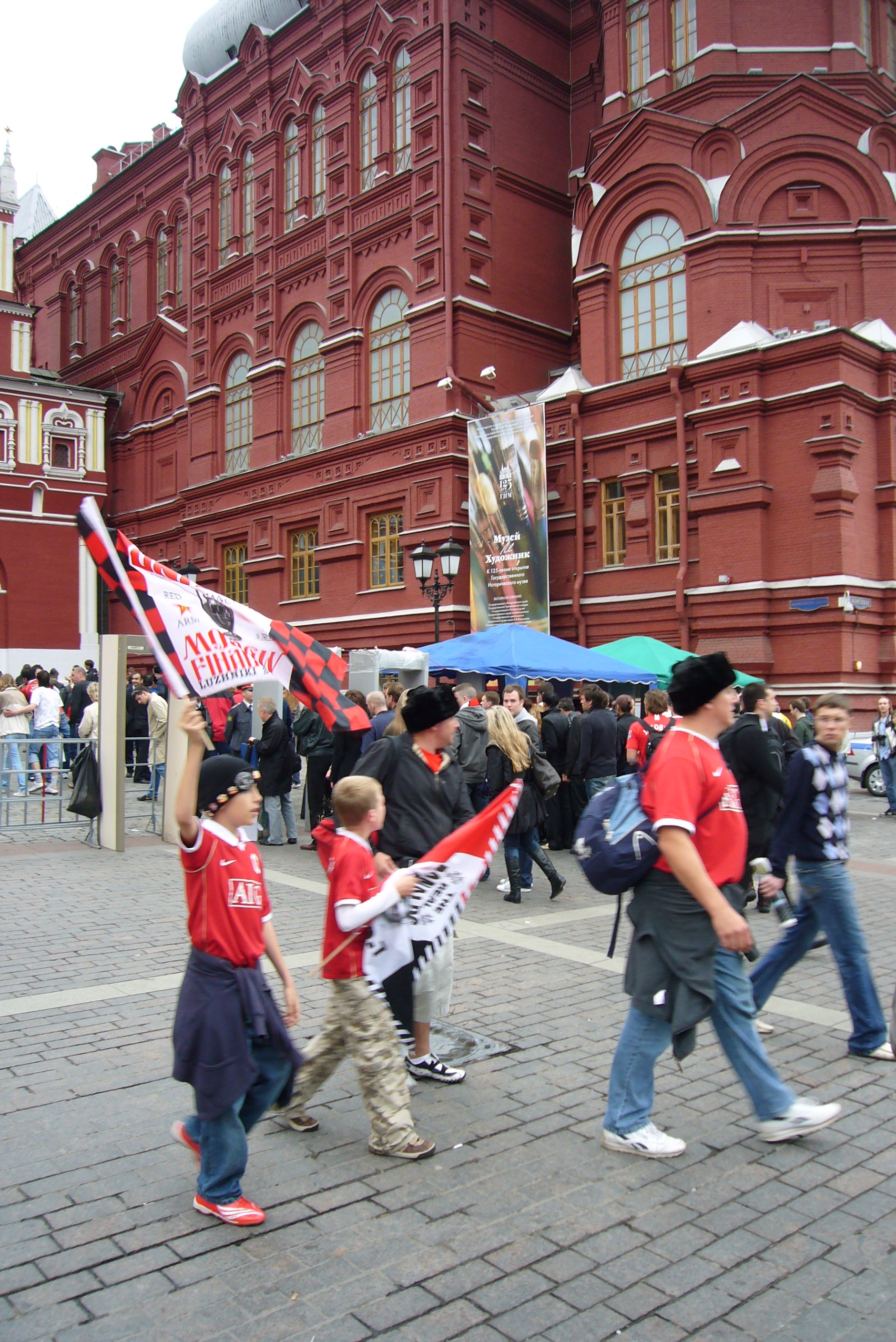
هواداران منچستر یونایتد در مسکو؛ محل برگزاری بازی نهایی لیگ قهرمانان اروپا در سال ۲۰۰۸

منچستر یونایتد با داشتن بیشترین هوادار، باشگاه‌های هواداری و بیشترین میانگین تماشاگر برای هر بازی خانگی، پرطرفدارترین تیم جهان به حساب می‌آید. این باشگاه بالغ بر ۲۰۰ باشگاه هواداری رسمی را در ۲۴ کشور دنیا اداره می‌کند. باشگاه منچستر یونایتد به خاطر تورهای تابستانی خود و سفر به نقاط مختلف جهان در تعطیلات، محبوبیت ویژه‌ای در نزد مردم جهان دارد. نتایج یک نظرسنجی نیز در سال ۲۰۱۲ نشان می‌دهد که منچستر یونایتد با ۶۵۹ میلیون هوادار در سرتاسر دنیا، پرطرفدارترین تیم فوتبال دنیاست. نتایج یک تحقیق در سال ۲۰۱۴ نشان داد که هواداران یونایتد، پرسروصداترین هواداران در لیگ برتر انگلستان هستند.

### رقیبان سنتی
منچستر یونایتد سه رقیب سنتی دارد: لیورپول، لیدز یونایتد و منچستر سیتی
حساسیت بازی دو تیم منچستر یونایتد و منچستر سیتی، به خاطر آن است که هر دو از یک شهر هستند و منچستر سیتی سال‌هاست سعی می‌کند تا جای منچستر یونایتد را به عنوان تیم اول شهر منچستر بگیرد.
رقابت دو تیم منچستر یونایتد و لیورپول، به دوران انقلاب صنعتی بازمی‌گردد. در آن زمان منچستر یک شهر مهم در صنعت نساجی بود و لیورپول نیز بندر مهمی به حساب می‌آمد.
به بازی بین دو تیم منچستر یونایتد و لیدز یونایتد جنگ رزها هم گفته می‌شود؛ زیرا لیدز یونایتد نمایندهٔ منطقهٔ یورکشایر و منچستر یونایتد نمایندهٔ منطقهٔ لانکشایر می‌باشد.

## برند جهانی

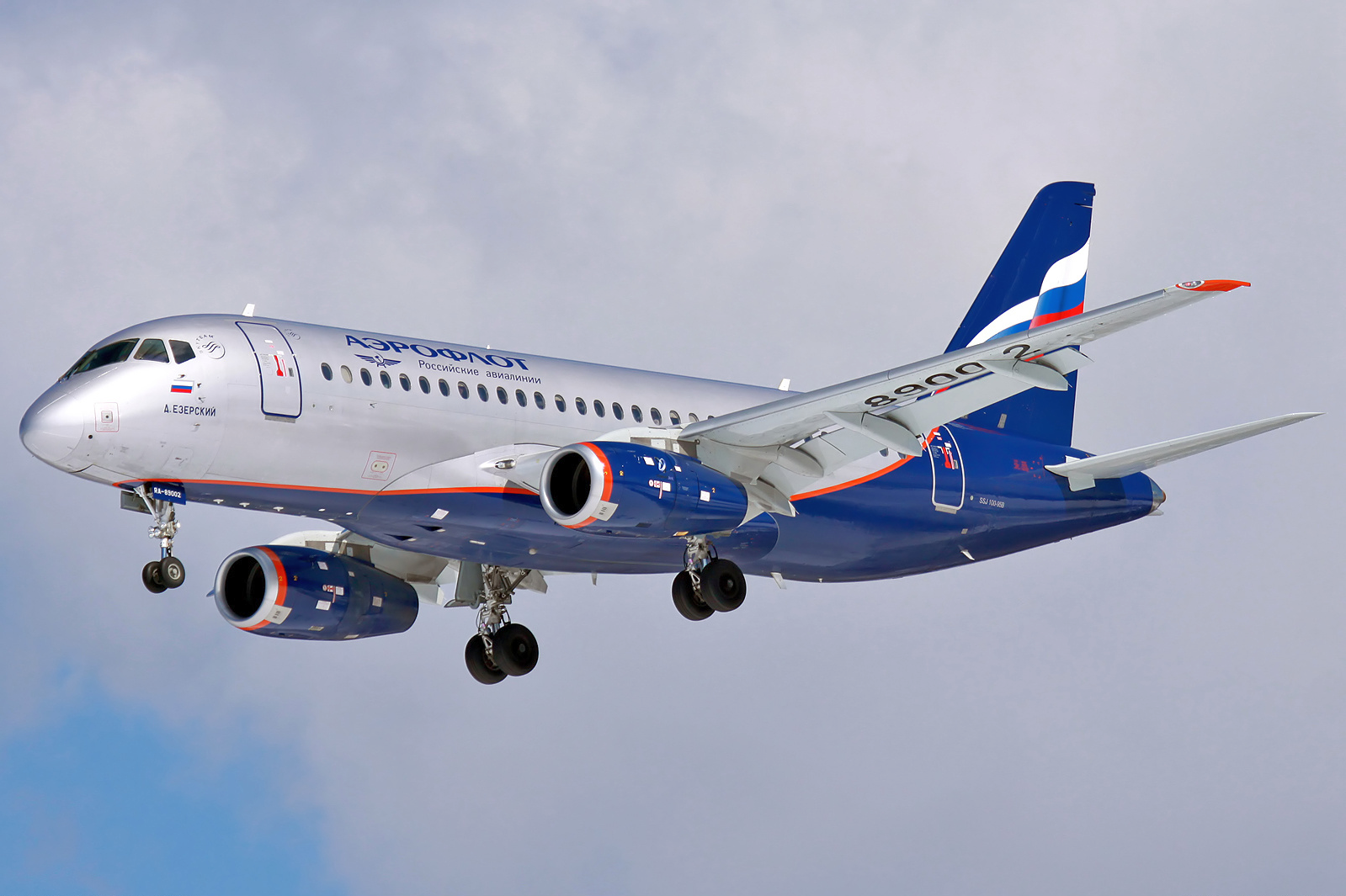
شرکت هواپیمایی آئروفلوت، رسماً وظیفهٔ جابه‌جایی اعضای باشگاه را بر عهده دارد.

باشگاه منچستر یونایتد به عنوان یک برند جهانی توصیف می‌شود. یک گزارش در سال ۲۰۰۹، نشان می‌دهد که ارزش تجاری و مالکیت معنوی باشگاه، حدود ۳۲۹ میلیون پوند است که از نظر قدرت برند دارای نمرهٔ AAA می‌باشد (قوی‌ترین برند). در سال ۲۰۱۳، مجله فوربز، برند منچستر یونایتد را با ارزشی معادل ۳٫۳ میلیارد دلار در رده نخست ارزشمندترین برندهای باشگاه‌های ورزشی جهان قرار داد. این باشگاه، در جدول پولی فوتبال دیلویت در ردهٔ سوم قرار دارد. (پس از رئال مادرید و بارسلونا)
قدرت برند و به‌طور کلی شهرت منچستر یونایتد در جهان، اغلب به بازسازی تیم منچستر یونایتد توسط مت بازبی و به دنبال آن کسب موفقیت‌های مختلف بعد از فاجعه هوایی مونیخ نسبت داده می‌شود، کاری که تحسین همگان را برانگیخت. تیمی شامل بازیکنانی چون بابی چارلتون، نوبی استایلز (اعضای تیم ملی انگلستان که قهرمان جهان شد)، دنیس لا و جرج بست. سبک بازی حمله‌ای این تیم به «تسخیر ابتکار فوتبال انگلیس» مشهور شده بود.
منچستر یونایتد نخستین باشگاه انگلیسی بود که سهامش در سال ۱۹۹۱، در بورس اوراق بهادار لندن، به فروش گذاشته شد. با این کار، باشگاه پیشرفت قابل توجهی در مسائل مالی کرد و استراتژی‌اش در بخش تبلیغاتی را بهبود بخشید. تمرکز باشگاه روی تبلیغات و موفقیت‌های ورزشی تیم در مسابقات مختلف، سود قابل توجهی را برای باشگاه به ارمغان آورد. قدرت برند منچستر یونایتد، با توجه رسانه‌های مختلف به بازیکنان این تیم در خارج از زمین، از جمله دیوید بکهام (که خیلی زود خودش یک برند در جهان شد)، بیشتر شد. این توجه باعث شد تا در روی زمین نیز توجه بیشتری به منچستر یونایتد شود و فرصت‌های خوبی از جمله حامیان مالی خوب و حق پخش تلویزیونی نصیب این تیم شود. در این زمان محبوبیت دیوید بکهام در آسیا دلیل جدایی ناپذیر موفقیت تجاری باشگاه در این قاره بود.
به خاطر کسب نتایج عالی در رقابت‌های مختلف، زمینه برای تولید درآمد بیشتر از طریق حقّ پخش تلویزیونی بازی‌های تیم، ایجاد شد. از آغاز لیگ برتر، منچستر یونایتد برای فروش حق پخش تلویزیونی بازی‌های تیم خود، بیشترین درآمد را در بین باشگاه‌های انگلیسی کسب کرده است. این باشگاه با شبکه اسکای بریتانیا قرارداد دارد. منچستر یونایتد دارای بیشترین درآمد از طریق تبلیغات در بین تیم‌های انگلیسی است.

### حامیان مالی
| بازه زمانی | تولیدکننده لباس | اسپانسر (سینه) | اسپانسر (آستین) |
| ---------- | --------------- | -------------- | --------------- |
| ۱۹۴۵–۱۹۷۵  | آمبرو           | —              | —               |
| ۱۹۷۵–۱۹۸۰  | آدمیرال         | —              | —               |
| ۱۹۸۰–۱۹۸۲  | آدیداس          | —              | —               |
| ۱۹۸۲–۱۹۹۲  | آدیداس          | شارپ کورپوریشن | —               |
| ۱۹۹۲–۲۰۰۰  | آمبرو           | شارپ کورپوریشن | —               |
| ۲۰۰۰–۲۰۰۲  | آمبرو           | ودافون         | —               |
| ۲۰۰۲–۲۰۰۶  | نایکی           | ودافون         | —               |
| ۲۰۰۶–۲۰۱۰  | نایکی           | AIG            | —               |
| ۲۰۱۰–۲۰۱۴  | نایکی           | ای‌اوان         | —               |
| ۲۰۱۴–۲۰۱۵  | نایکی           | شورلت          | —               |
| ۲۰۱۵–۲۰۱۸  | آدیداس          | شورلت          | —               |
| ۲۰۱۸–۲۰۲۱  | آدیداس          | شورلت          | کهلر            |
| ۲۰۲۱–۲۰۲۲  | آدیداس          | تیم‌ویوئر       | کهلر            |
| ۲۰۲۲–      | آدیداس          | تیم‌ویوئر       | دی‌اکس‌سی         |

حامیان مالی پیراهن تیم
شرکت شارپ، نخستین حامی مالی منچستر یونایتد به حساب می‌آید. این شرکت در فصل ۸۳–۱۹۸۲، قراردادی پنج ساله به ارزش ۵۰۰٬۰۰۰ پوند با منچستر یونایتد امضا کرد. شارپ تا فصل ۲۰۰۰–۱۹۹۹، حامی مالی منچستر بود. بعد از آن، باشگاه با شرکت وودافون، قرارداد چهارساله و ۳۰ میلیون پوندی امضا کرد. وودافون برای امضای قرارداد چهارساله‌ای دیگر به ارزش ۳۶ میلیون پوند موافقت کرد، ولی پس از دو فصل تصمیم گرفت قراردادش با باشگاه منچستر یونایتد را فسخ کند. آن‌ها دلیل این‌کار را تمرکز بیشتر روی حمایت مالی از لیگ قهرمانان اروپا اعلام کردند.
در شروع فصل ۰۷–۲۰۰۶، شرکت بیمه گروه بین‌المللی آمریکایی قراردادی چهارساله به ارزش ۵۶٫۵ میلیون پوند با باشگاه به امضا رساند که این مقدار، بالاترین مبلغ، برای یک حامی مالی در دنیا بود. این قرارداد در سپتامبر ۲۰۰۶ منعقد شد. در ابتدای فصل ۱۱–۲۰۱۰، شرکت بیمه اتکایی آمریکایی به نام ای‌اوان قراردادی چهارساله و به مبلغ ۸۰ میلیون پوند با باشگاه منچستر یونایتد به امضا رساند که ارزشمندترین حامی مالی باشگاه‌های فوتبال در تاریخ به حساب می‌آید. در اوت ۲۰۱۱، دی‌اچ‌ال با یونایتد قراردادی چهارساله و به ارزش ۴۰ میلیون پوند امضا کرد و حامی لباس‌های تمرین تیم شد. گفته می‌شود این نخستین بار در فوتبال انگلستان بود که شرکتی حامی مالی لباس‌های تمرین تیمی می‌شود. این قرارداد بیشتر از یک سال به طول نینجامید و باشگاه در اکتبر ۲۰۱۲ قرارداد را بازخرید کرد. در آوریل ۲۰۱۳، باشگاه قراردادی ۸ ساله با ای‌اوان به ارزش ۱۸۰ میلیون پوند برای لباس‌های تمرین تیم و همچنین اعطای حق نامگذاری مرکز تمرین ترافورد به شرکت ای‌اوان، به امضا رساند. در ۳۰ ژوئیه ۲۰۱۲ باشگاه منچستر یونایتد با جنرال موتورز قرارداد هفت ساله‌ای به امضا رساند و جنرال موتورز از ابتدای فصل ۱۵–۲۰۱۴، به جای ای‌اوان حامی مالی پیراهن تیم شد. جنرال موتورز سالانه حدود ۸۰ میلیون دلار و در مجموع هفت سال، ۵۵۹ میلیون دلار به باشگاه منچستر یونایتد پرداخت کرد. لوگوی شورولت که از برندهای شرکت جنرال موتورز است، تا انتهای فصل ۲۱–۲۰۲۰ بر روی پیراهن تیم قرار گرفت. کمپانی کوهلر از ابتدای فصل ۱۹–۲۰۱۸ به عنوان اولین اسپانسر آستین‌های پیراهن‌های تیم با باشگاه قرارداد امضا کرد. از ابتدای فصل ۲۲–۲۰۲۱، شرکت تیم‌ویوئر اسپانسر اصلی پیراهن باشگاه شد و لوگوی آن بر روی پیراهن بازیکنان جای گرفت.
تولیدکنندگان لباس تیم
تولیدکننده لباس‌های باشگاه در ابتدا آمبرو بود تا این که در سال ۱۹۷۵، باشگاه با شرکت آدمیرال اسپورتزور قراردادی ۵ ساله امضا کرد. در سال ۱۹۸۰، آدیداس تولید البسه یونایتد را به عهده گرفت تا این که در سال ۱۹۹۲، آمبرو دوباره با باشگاه قرارداد امضا کرد. آمبرو ۱۰ سال تولید لباس‌های منچستر را بر عهده داشت. پس از آن نایک قراردادی به ارزش ۳۰۲٫۹ میلیون پوند و تا سال ۲۰۱۵ با باشگاه امضا کرد. آن‌ها در ۲۲ ماه اول کار خود ۳٫۸ میلیون پیراهن فروختند. در سال ۲۰۱۴، نایک اعلام کرد که قراردادش را به دلیل هزینه‌های بالا با منچستر یونایتد تمدید نخواهد کرد. کمپانی آدیداس با امضای قراردادی ۱۰ ساله به ارزش ۷۵۰ میلیون پوند، از ابتدای فصل ۱۶–۲۰۱۵، کار طراحی و تولید پیراهن‌های این تیم را برعهده گرفت.

## مالکیت و امور مالی
باشگاه فوتبال منچستر یونایتد توسط شرکت راه‌آهن لانکشایر و یورکشایر تأسیس شد و در سال ۱۸۹۲ سهام آن به صورت اوراق بهادار ۱ پوندی به فروش گذاشته شد. در سال ۱۹۰۲، چهار سرمایه‌دار که یکی از آن‌ها جان هنری دیویس بود، هر کدام در باشگاه ۵۰۰ پوند سرمایه‌گذاری کردند و باشگاه را از ورشکستگی نجات دادند. بعد از مرگ دیویس در سال ۱۹۲۷، باشگاه دوباره در آستانهٔ ورشکستگی قرار گرفت، ولی در دسامبر ۱۹۳۱، جیمز گیبسون با سرمایه‌گذاری ۲٬۰۰۰ پوند، کنترل باشگاه را در دست گرفت. گیبسون در سال ۱۹۴۸، کار ادارهٔ باشگاه را به پسرش آلن، واگذار کرد. گیبسون سه سال بعد درگذشت. خانوادهٔ گیبسون مالکیت باشگاه را حفظ کردند، اما مدیریت باشگاه را به هارولد هاردمن، بازیکن سابق این تیم، سپردند.
چند روز پس از فاجعه مونیخ، لوئیس ادواردز که یکی از دوستان مت بازبی نیز بود، به هیئت مدیره پیشنهاد شد. وی ۴۰٬۰۰۰ پوند در باشگاه سرمایه‌گذاری کرد، ۵۴٪ سهام کل باشگاه را تصاحب کرد و در سال ۱۹۵۴، مدیر باشگاه شد. وقتی لیلیان گیبسون در ژانویه ۱۹۷۱ درگذشت، سهام وی به آلن گیبسون رسید. آلن مقداری از سهم خود را به پسر لوئیس ادواردز، مارتین، فروخت. مارتین ادواردز، بعد از مرگ پدرش در سال ۱۹۸۰ ادارهٔ باشگاه را در دست گرفت. رابرت مکسول که سرمایه‌داری بزرگ در حوزهٔ رسانه‌ها بود، تلاش کرد تا باشگاه را در سال ۱۹۸۴ بخرد، ولی ادواردز نپذیرفت. در سال ۱۹۸۹، مارتین ادواردز می‌خواست تا باشگاه را با مبلغ ۲۰ میلیون پوند به مایکل نایتون بفروشد، اما موفق نشد و به‌جای آن، نایتون به هیئت مدیرهٔ باشگاه پیوست. منچستر یونایتد در سال ۱۹۹۱، بار دیگر به بورس انگلستان (بورس لندن) رفت و ۶٫۷ میلیون پوند از سهامش فروخته شد. در سال ۱۹۹۸، پیشنهاد دیگری برای خرید منچستر یونایتد به آن باشگاه ارائه شد. این بار از طرف یکی از بزرگ‌ترین سرمایه‌داران رسانه‌ای دنیا یعنی روپرت مرداک. سهام‌داران باشگاه علیه مرداک جبهه گرفتند و گروه اعتماد حامیان منچستر یونایتد هواداران را به خرید سهام باشگاه تشویق کرد تا مرداک باشگاه را صاحب نشود. پیشنهاد مرداک در آن زمان نظیر نداشت. او برای خرید باشگاه ۶۲۳ میلیون پوند پیشنهاد کرده بود. هیئت مدیره با فروش باشگاه موافقت کرد، اما کمیسیون انحصار و ادغام بریتانیا در آوریل ۱۹۹۹، این قرارداد را لغو کرد. چند سال بعد، بین سرمربی باشگاه سر الکس فرگوسن و مدیران آن یعنی جان مگنیر و جان پاتریک مک‌کانوس (که تا آن زمان بیشتر سهام باشگاه را تصاحب کرده بودند) جنگ قدرت درگرفت. این دو سعی کردند تا فرگوسن را از منصبش برکنار کنند. هیئت مدیره پاسخ آن‌ها را با کم کردن سهمشان و اخراج تدریجی‌شان از باشگاه داد.
در ماه مهٔ ۲۰۰۵، مالکوم گلیزر ۲۸٫۷٪ سهام باشگاه را خرید. سپس با ۸۰۰ میلیون پوند (۱٫۵ میلیارد دلار) ۹۹٪ درصد باشگاه را خرید. در سال ۲۰۰۶، باشگاه اعلام کرد که ۶۶۰ میلیون پوند بدهی دارد و در نتیجه سود سالانه باشگاه به ۶۲ میلیون پوند کاهش می‌یابد. در ژانویه ۲۰۱۰، باشگاه با بدهی ۷۱۶٫۵ میلیون پوند (۱٫۱۷ میلیارد دلار) مجبور شد تا ۵۰۴ میلیون پوند از سهام خود را از طریق اوراق بهادار به فروش بگذارد که به آن‌ها کمک کرد تا ۵۰۹ میلیون پوند از بدهی خود به بانک‌های خارجی را بپردازد. سود سالیانهٔ باشگاه به ۴۵ میلیون پوند تقلیل یافت و این باعث شروع اعتراض هواداران شد. از آن زمان بعد گروه‌های هواداری در اعتراض به گلیزرها تشکیل شد که با نمادهای سبز و طلایی رنگ (به رنگ لباس تیم اولیه یعنی نیوتون هیث) در ورزشگاه و زمین تمرین باشگاه حاضر می‌شوند.
در اوت ۲۰۱۱، باور عمومی بر این بود که گلیزرها با شرکت کردیت سوئیس به توافق رسیده‌اند تا عرضه اولیه سهام باشگاه به ارزش ۱ میلیارد دلار (تقریباً ۶۰۰ میلیون پوند) در بازار بورس سنگاپور انجام بگیرد. اما در ژوئیه ۲۰۱۲، اعلام شد که سهام باشگاه در بازار بورس نیویورک عرضه خواهد شد. سهام‌ها قرار بود ارزشی بین ۱۶ تا ۲۰ دلار داشته باشند، اما پس از عرضهٔ سهام و نظرات منفی تحلیل‌گران بورس، به ۱۴ دلار کاهش یافت. با وجود کاهش ارزش سهام، منچستر یونایتد همچنان با ۲٫۳ میلیارد دلار، باارزش‌ترین باشگاه فوتبال در دنیا بود.

## بازیکنان
تا ۸ سپتامبر ۲۰۲۴
تذکر: پرچم استفاده شده در کنار نام بازیکنان نشان‌دهندهٔ ملیتی است که برای بازیکنان در فیفا ثبت شده است. این بازیکنان ممکن است بیش از یک ملیت داشته باشند.
| شماره |          | نقش       | بازیکن           |
| ----- | -------- | --------- | ---------------- |
| ۱     | ترکیه    | دروازه‌بان | آلتای باییندیر   |
| ۲     | سوئد     | مدافع     | ویکتور لیندلوف   |
| ۳     | مراکش    | دفاع      | نصیر مزراوی      |
| ۴     | هلند     | دفاع      | ماتیس دی لیخت    |
| ۵     | انگلستان | مدافع     | هری مگوایر       |
| ۶     | آرژانتین | مدافع     | لیساندرو مارتینز |
| ۷     | انگلستان | هافبک     | میسون ماونت      |
| ۸     | پرتغال   | هافبک     | برونو فرناندز    |
| ۹     | دانمارک  | مهاجم     | راسموس هویلوند   |
| ۱۰    | انگلستان | مهاجم     | مارکوس رشفورد    |
| ۱۱    | هلند     | مهاجم     | جاشوا زیرکزی     |
| ۱۲    | هلند     | مدافع     | تایرل مالاسیا    |
| ۱۴    | دانمارک  | هافبک     | کریستین اریکسن   |
| ۱۶    | ساحل عاج | هافبک     | اماد دیالو       |

| شماره |              | نقش       | بازیکن           |
| ----- | ------------ | --------- | ---------------- |
| ۱۷    | آرژانتین     | مهاجم     | الخاندرو گارناچو |
| ۱۸    | برزیل        | هافبک     | کازمیرو          |
| ۱۵    | فرانسه       | مدافع     | لنی یورو         |
| ۲۰    | پرتغال       | مدافع     | دیوگو دالو       |
| ۲۱    | برزیل        | مهاجم     | آنتونی           |
| ۲۲    | انگلستان     | دروازه‌بان | تام هیتون        |
| ۲۳    | انگلستان     | مدافع     | لوک شاو          |
| ۲۴    | کامرون       | دروازه‌بان | آندره اونانا     |
| ۲۵    | اروگوئه      | مدافع     | مانوئل اوگارته   |
|       |              |           |                  |
| ۳۵    | ایرلند شمالی | مدافع     | جانی اوانز       |
| ۳۷    | انگلستان     | هافبک     | کوبی مینو        |

### کاپیتان‌های باشگاه
از سال ۱۸۸۲ تاکنون، ۴۵ بازیکن وظیفهٔ کاپیتانی را برای تیم منچستر یونایتد (در ابتدا نیوتون هیث) برعهده داشته‌اند. اولین کاپیتان باشگاه که نامش مشخص است، ئی. توماس (E. Thomas) بوده است. وی از سال ۱۸۸۲ تا ۱۸۸۳ کاپیتانی تیم را عهده‌دار بوده است. برایان رابسون دارای رکورد بلندمدت‌ترین دوران کاپیتانی در تیم می‌باشد. او از سال ۱۹۸۲ تا ۱۹۹۴ کاپیتان منچستر یونایتد بود. روی کین که از سال ۱۹۹۷ تا ۲۰۰۵ کاپیتان تیم بود، پرافتخارترین کاپیتان باشگاه به حساب می‌آید. او در طول این سال‌ها همراه با منچستر یونایتد، چهار بار در لیگ برتر، دو بار در جام حذفی، یک بار در جام خیریه، یک بار در لیگ قهرمانان اروپا و یک بار در جام بین قاره‌ای قهرمان شد. بعد از خداحافظی گری نویل از فوتبال، نمانیا ویدیچ کاپیتانی تیم را بر عهده گرفت تا این که در سال ۲۰۱۴ یونایتد را ترک کرد. بعد از ویدیچ، وین رونی به عنوان کاپیتان باشگاه برگزیده شد و تا سال ۲۰۱۷ که منچستر یونایتد را به مقصد باشگاه سابقش، اورتون ترک کرد، کاپیتان این تیم بود. مایکل کریک در سال ۲۰۱۷ به جای رونی کاپیتان تیم شد. او هم در سال ۲۰۱۸ از دنیای فوتبال خداحافظی کرد و آنتونیو والنسیا به عنوان کاپیتان جدید تیم انتخاب شد. با جدایی والنسیا از باشگاه در تابستان ۲۰۱۹، اشلی یانگ کاپیتان اول این تیم شد. در ژانویهٔ ۲۰۲۰، اشلی یانگ به اینتر میلان پیوست و هری مگوایر به عنوان کاپیتان باشگاه انتخاب گردید.

### آکادمی و بازیکنان ذخیره
آکادمی و بازیکنان ذخیره باشگاه فوتبال منچستر یونایتد تیم دوم باشگاه فوتبال منچستر یونایتد است. این تیم در لیگ برتر فوتبال آکادمی انگلستان بازی می‌کند. از سال ۱۹۹۹ که این لیگ تأسیس شد، آن‌ها در سال‌های ۲۰۰۲، ۲۰۰۵، ۲۰۰۶، ۲۰۱۰، ۲۰۱۲، ۲۰۱۳ و ۲۰۱۵ قهرمان این لیگ شدند. بسیاری از بازیکنان بزرگ تیم منچستر یونایتد مانند رایان گیگز، پل اسکولز و دیوید بکهام در این تیم رشد کرده‌اند.

### تیم زنان
باشگاه منچستر یونایتد در سال ۲۰۱۸ درخواست تشکیل تیم در بخش زنان را به اتحادیه فوتبال انگلستان ارائه داد و با این درخواست موافقت شد. تیم زنان منچستر یونایتد در ۲۸ مهٔ ۲۰۱۸ به صورت رسمی تشکیل شد.

## رکوردها و آمار

### رکوردهای بازیکنان

#### بیشترین تجربه بازی

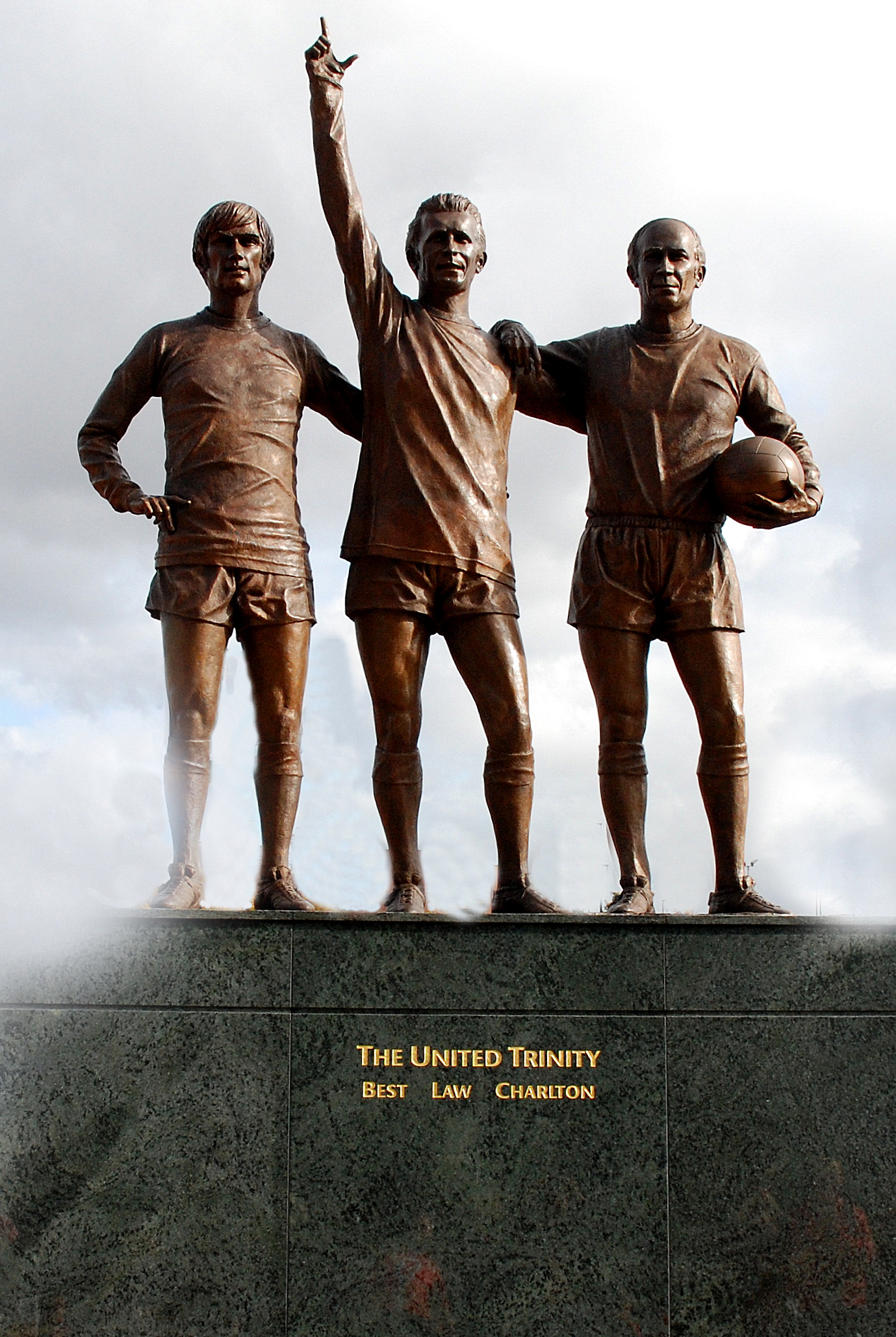
تندیس مثلث خط حمله منچستر یونایتد در سال‌های دور

رایان گیگز که از سال ۱۹۹۱ تا ۲۰۱۴ در منچستر یونایتد بازی می‌کرد، ۹۶۳ بازی برای این تیم انجام داد که از این حیث، در بین بازیکنان منچستر یونایتد رکورد دار می‌باشد. بعد از وی بابی چارلتون که از سال ۱۹۵۶ تا ۱۹۷۳ در یونایتد بازی می‌کرد، با ۷۵۸ بازی در رتبه دوم قرار دارد. همچنین پل اسکولز با ۷۱۸ بازی در رتبه سوم قرار دارد.

#### بهترین گلزنان تاریخ باشگاه
وین رونی با زدن ۲۵۳ گل، بهترین گلزن تاریخ باشگاه منچستر یونایتد به حساب می‌آید. بابی چارلتون با زدن ۲۴۹ گل در ردهٔ دوم بهترین گلزنان باشگاه قرار دارد. بعد از این دو دنیس لا با ۲۳۷ گل بازی در ردهٔ سوم قرار دارد.

### جوایز بازیکنان

#### توپ طلای اروپا

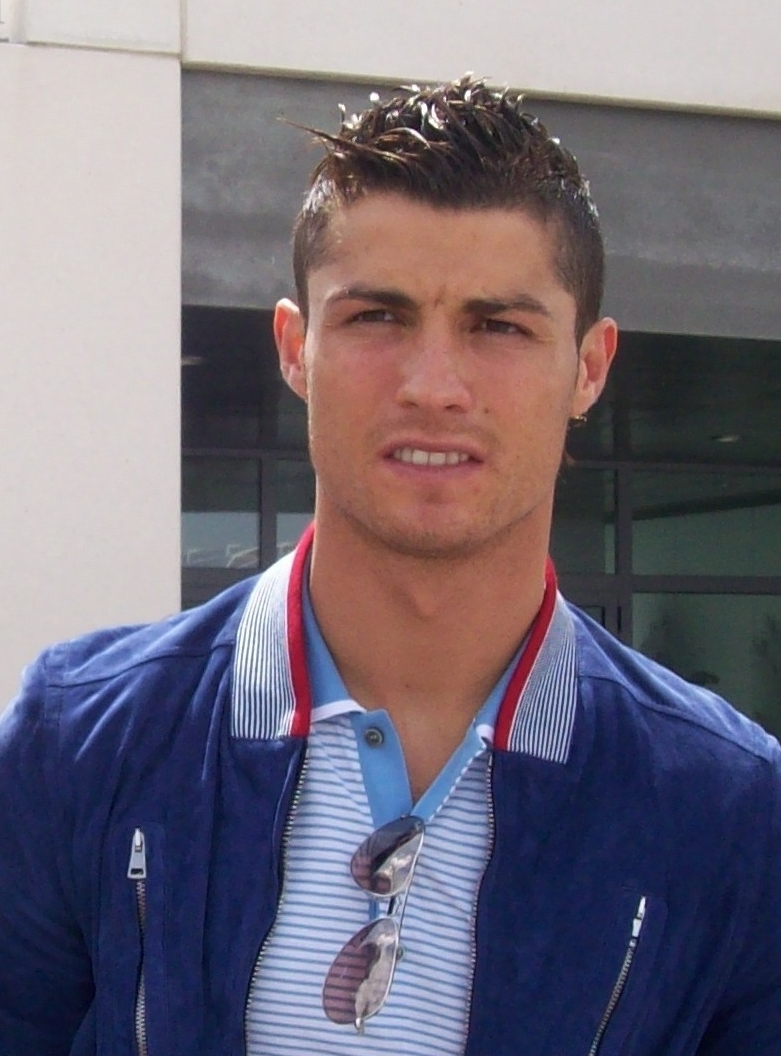
کریستیانو رونالدو

بازیکنان ذیل در زمانی که در منچستر یونایتد بازی می‌کرده‌اند، موفق به کسب توپ طلای اروپا شده‌اند:
- دنیس لا - ۱۹۶۴
- بابی چارلتون - ۱۹۶۶
- جرج بست - ۱۹۶۸
- کریستیانو رونالدو - ۲۰۰۸

#### کفش طلای اروپا
بازیکنان ذیل در زمانی که در منچستر یونایتد بازی می‌کرده‌اند، موفق به کسب کفش طلای اروپا شده‌اند:
- کریستیانو رونالدو (۳۱ گل) - ۲۰۰۸[۱۷۱]

#### بهترین بازیکن سال یوفا
بازیکنان ذیل در زمانی که در منچستر یونایتد بازی می‌کرده‌اند، موفق به کسب عنوان بهترین بازیکن سال یوفا شده‌اند:
- دیوید بکهام - ۱۹۹۹
- کریستیانو رونالدو - ۲۰۰۸

#### بازیکن سال فوتبال جهان
بازیکنان ذیل در زمانی که در منچستر یونایتد بازی می‌کرده‌اند، موفق به کسب عنوان بازیکن سال فوتبال جهان شده‌اند:
- کریستیانو رونالدو - ۲۰۰۸[۱۷۳]

#### جایزه پوشکاش فیفا
بازیکنان ذیل در زمانی که در منچستر یونایتد بازی می‌کرده‌اند، موفق به کسب جایزه پوشکاش فیفا شده‌اند:
- کریستیانو رونالدو - ۲۰۰۹[۱۷۴]

### نقل و انتقالات

#### بیشترین هزینه خرید بازیکن
گران‌قیمت‌ترین خرید باشگاه منچستر یونایتد، پل پوگبا است که در اوت ۲۰۱۶ با مبلغ ۸۹٫۳ میلیون پوند از یوونتوس به یونایتد پیوست. نفر دوم، هری مگوایر است که در تابستان ۲۰۱۹، با مبلغ ۸۰ میلیون پوند از لسترسیتی به منچستریونایتد آمد. نفر سوم، روملو لوکاکو می‌باشد که در ژوئیهٔ ۲۰۱۷ از اورتون با مبلغ ۷۵ میلیون پوند به منچستر منتقل شد. همچنین منچستر برای امضای قرارداد با آنتونی مارسیال در سال ۲۰۱۵، ۳۶ میلیون پوند پرداخت که بیشترین هزینهٔ پرداخت شده برای یک بازیکن نوجوان به حساب می‌آید.

#### بیشترین مبلغ فروش بازیکن
کریستیانو رونالدو، در تابستان ۲۰۰۹، با انتقال ۸۰ میلیون پوندی‌اش به رئال مادرید، گران‌قیمت‌ترین بازیکن فروخته شده در باشگاه است. نفر دوم، روملو لوکاکو است که در تابستان ۲۰۱۹ با مبلغ ۷۴ میلیون پوند به اینترمیلان پیوست.
آنخل دی‌ماریا با انتقال ۴۴٫۳ میلیون پوندی به پاری سن ژرمن در ردهٔ سوم قرار دارد.

## مقامات باشگاه

### کادر مربیگری
| سمت                                                | نام                          |
| -------------------------------------------------- | ---------------------------- |
| مربی                                               | روبن آموربم                  |
| دستیار مربی                                        | میشل ون در گاگ استیو مک‌کلارن |
| مربی تیم اول                                       | اریک رمزی                    |
| مربی دروازه‌بان‌ها در رده بزرگسالان                  | ریچارد هارتیس                |
| دستیار مربی دروازه‌بان‌ها                            | کریگ ماوسون                  |
| سرپرست پزشکی و علم فوتبال (پزشک تیم اول)           | استیو مک‌نلی                  |
| سرپرست عملکرد ورزشی                                | ریچارد هاوکینز               |
| سرپرست توانبخشی و فیزیوتراپی                       | رابین سدلر                   |
| مربیان بدنسازی                                     | پائولو گائودینو چارلی اوون   |
| مربی استقامت و قدرت تیم اول                        | مایکل کلگ                    |
| پژوهشگر ورزشی تیم اول                              | ادوارد لنگ                   |
| روان‌شناس ورزشی                                     | لنز ساشا                     |
| سرپرست آکادمی                                      | نیک کاکس                     |
| سرپرست پیشرفت بازیکنان و مربیگری (زیر-۱۷ و زیر-۲۳) | جاستین کاکرین                |
| سرمربی زیر-۲۳ سال                                  | نیل وود                      |
| سرمربی زیر-۱۸ سال                                  | تراویس بن‌ایون                |

#### تاریخچه مربیان باشگاه
| دوره      | نام                | یادداشت                                                                                                  |
| --------- | ------------------ | --- |
| ۱۸۹۲–۱۸۷۸ | نامشخص             | |
| ۱۹۰۰–۱۸۹۲ | آلفرد هارولد آلبوت | |
| ۱۹۰۳–۱۹۰۰ | جیمز وست           | |
| ۱۹۱۲–۱۹۰۳ | ارنست منگنال       | |
| ۱۹۱۴–۱۹۱۲ | جان بنتلی          | |
| ۱۹۲۱–۱۹۱۴ | جک رابسون          | |
| ۱۹۲۶–۱۹۲۱ | جان چپمن           | اولین مربی غیر انگلیسی                                                                                   |
| ۱۹۲۷–۱۹۲۶ | لل هیلدیتچ         | مربی-بازیکن                                                                                              |
| ۱۹۳۱–۱۹۲۷ | هربرت باملت        | |
| ۱۹۳۲–۱۹۳۱ | والتر کریکمر       | |
| ۱۹۳۷–۱۹۳۲ | اسکات دانکن        | |
| ۱۹۴۵–۱۹۳۷ | والتر کریکمر       | |
| ۱۹۶۹–۱۹۴۵ | مت بازبی           | |
| ۱۹۵۸      | جیمی مورفی         | مربی موقت                                                                                                |
| ۱۹۷۰–۱۹۶۹ | ویلف مک‌گینس        | |
| ۱۹۷۱–۱۹۷۰ | مت بازبی           | |
| ۱۹۷۲–۱۹۷۱ | فرانک اوفارل       | اولین مربی غیر بریتانیایی                                                                                |
| ۱۹۷۷–۱۹۷۲ | تامی دوچرتی        | |
| ۱۹۸۱–۱۹۷۷ | دیو سکستون         | |
| ۱۹۸۶–۱۹۸۱ | ران اتکینسون       | |
| ۲۰۱۳–۱۹۸۶ | الکس فرگوسن        | پرافتخارترین مربی با سابقه طولانی‌ترین مدت مربیگری در منچستر یونایتد                                      |
| ۲۰۱۴–۲۰۱۳ | دیوید مویس         | |
| ۲۰۱۴      | رایان گیگز         | بازیکن-مربی موقت                                                                                         |
| ۲۰۱۶–۲۰۱۴ | لوئی فان خال       | اولین مربی غیر بریتانیایی و غیر ایرلندی                                                                  |
| ۲۰۱۸–۲۰۱۶ | ژوزه مورینیو       | |
| ۲۰۲۱–۲۰۱۸ | اوله گونر سولشر    | سولشر در ابتدا به عنوان سرپرست موقت تیم را در دست گرفت، اما در ۲۸ مارس ۲۰۱۹ به عنوان مربی دائم منصوب شد. |
| ۲۰۲۱      | مایکل کریک         | سرپرست موقت                                                                                              |
| ۲۰۲۲–۲۰۲۱ | رالف رانگنیک       | مربی موقت و اولین مربی آلمانی                                                                            |
| ۲۰۲۲      | اریک تن هاخ        | |

### کادر مدیریت
- مالک باشگاه: خانواده گلیزر همراه با شرکت سهامی عام رد فوتبال[۱۹۸]

| سمت                   | نام                                                                                      |
| --------------------- | ---------------------------------------------------------------------------------------- |
| رئیس باشگاه           | آورام گلیزر جوئل گلیزر                                                                   |
| مدیر بازرگانی         | ریچارد آرنولد                                                                            |
| مدیر ارشد امور مالی   | کلیف بتی                                                                                 |
| مدیر ارشد امور اجرایی | کولت روچ                                                                                 |
| مدیران غیر اجرایی     | برایان گلیزر کوین گلیزر ادوارد گایزر دارسی گلیزر کسویتز رابرت لیتائو جان هوکس مانو ساونی |

| سمت                             | نام                                             |
| ------------------------------- | ----------------------------------------------- |
| رئیس افتخاری                    | مارتین ادواردز                                  |
| مدیران                          | دیوید گیل مایکل ادلسون بابی چارلتون الکس فرگوسن |
| منشی باشگاه                     | ربکا بریتین                                     |
| دبیر باشگاه                     | جان مورتاف                                      |
| معاون مدیر فوتبال               | بی متصدی                                        |
| مدیر فنی                        | درن فلچر                                        |
| مدیر حوزه نقل و انتقالات فوتبال | مت جاج                                          |
| مدیر اجرایی فوتبال              | الن داوسون                                      |

## افتخارات

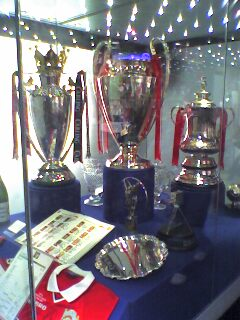
نخستین سه‌گانه تاریخ انگلستان که منچستر یونایتد در سال ۱۹۹۹ آن را به دست آورد.

منچستر یونایتد یکی از پرافتخارترین تیم‌های تاریخ فوتبال است. در سال ۲۰۰۰ از سوی فیفا، منچستر یونایتد بعد از رئال مادرید به عنوان دومین تیم برتر تاریخ قرن فوتبال انتخاب شد.
منچستر یونایتد در سال ۱۹۰۸، برای اولین بار قهرمان لیگ دسته اول شد و در سال بعد نیز برای اولین بار در جام حذفی مقام قهرمانی را کسب کرد. دهه ۹۰ میلادی، موفق‌ترین دههٔ منچستر یونایتد به حساب می‌آید. آن‌ها در این سال‌ها ۵ قهرمانی لیگ برتر، ۴ قهرمانی در جام حذفی، ۱ قهرمانی در جام اتحادیه، ۵ عنوان قهرمانی در جام خیریه، ۱ قهرمانی در لیگ قهرمانان اروپا، ۱ قهرمانی در جام در جام اروپا، ۱ قهرمانی در سوپر جام اروپا و ۱ عنوان قهرمانی در جام بین قاره‌ای به دست آوردند. منچستر یونایتد ۲۰ بار عنوان قهرمانی لیگ برتر انگلستان را به‌دست آورده و از این حیث در بین تیم‌های انگلیسی رکورد دار است. همچنین منچستریونایتد به عنوان اولین تیم انگلیسی به رقابت‌های اروپایی راه یافت و در سال ۱۹۶۸ به عنوان نخستین تیم انگلیسی به قهرمانی اروپا رسید.
با قهرمانی در لیگ اروپا ۱۷–۲۰۱۶، یونایتد بعد از یوونتوس، آژاکس، بایرن مونیخ و چلسی به پنجمین تیمی تبدیل شد که به سه‌گانهٔ اروپایی شامل سه جام اصلی اروپا یعنی لیگ قهرمانان اروپا، جام برندگان جام اروپا و لیگ اروپا/جام یوفا دست پیدا کرده است.
فهرست ۶۸‌ قهرمانی باشگاه فوتبال منچستر یونایتد در پی آمده است:
| عنوان              | عنوان     | قهرمانی | قهرمانی | نایب‌قهرمانی | نایب‌قهرمانی                                                                                       |
| عنوان              | عنوان     | تعداد   | فصل‌ها | تعداد       | فصل‌ها                                                                                             |
| ------------------ | --------- | ------- | --- | ----------- | ------------------------------------------------------------------------------------------------- |
| لیگ برتر انگلستان  | داخلی     | ۲۰      | ۱۹۰۸، ۱۹۱۱، ۱۹۵۲، ۱۹۵۶ ۱۹۵۷، ۱۹۶۵، ۱۹۶۷، ۱۹۹۳ ۱۹۹۴، ۱۹۹۶، ۱۹۹۷، ۱۹۹۹ ۲۰۰۰، ۲۰۰۱، ۲۰۰۳، ۲۰۰۷ ۲۰۰۸، ۲۰۰۹، ۲۰۱۱، ۲۰۱۳      | ۱۷          | ۱۹۴۷، ۱۹۴۸، ۱۹۴۹، ۱۹۵۱ ۱۹۵۹، ۱۹۶۴، ۱۹۶۸، ۱۹۸۰ ۱۹۸۸، ۱۹۹۲، ۱۹۹۵، ۱۹۹۸ ۲۰۰۶، ۲۰۱۰، ۲۰۱۲، ۲۰۱۸، ۲۰۲۱ |
| جام حذفی           | داخلی     | ۱۳      | ۱۹۰۹، ۱۹۴۸، ۱۹۶۳، ۱۹۷۷، ۱۹۸۳، ۱۹۸۵، ۱۹۹۰، ۱۹۹۴ ۱۹۹۶، ۱۹۹۹، ۲۰۰۴، ۲۰۱۶، ۲۰۲۴                                             | ۸           | ۱۹۵۷، ۱۹۵۸، ۱۹۷۶، ۱۹۷۹، ۱۹۹۵، ۲۰۰۵، ۲۰۰۷، ۲۰۱۸                                                    |
| جام اتحادیه        | داخلی     | ۶       | ۱۹۹۲، ۲۰۰۶، ۲۰۰۹، ۲۰۱۰، ۲۰۱۷، ۲۰۲۳                                                                                      | ۴           | ۱۹۸۳، ۱۹۹۱، ۱۹۹۴، ۲۰۰۳                                                                            |
| سوپرکاپ انگلستان   | داخلی     | ۲۱      | ۱۹۰۸، ۱۹۱۱، ۱۹۵۳، ۱۹۵۷ ۱۹۵۸، ۱۹۶۶، ۱۹۶۸، ۱۹۷۸ ۱۹۸۴، ۱۹۹۱، ۱۹۹۴، ۱۹۹۵ ۱۹۹۷، ۱۹۹۸، ۲۰۰۴، ۲۰۰۸ ۲۰۰۹، ۲۰۱۱، ۲۰۱۲، ۲۰۱۳ ۲۰۱۶ | ۱۰          | ۱۹۴۸، ۱۹۶۳، ۱۹۸۵، ۱۹۹۹، ۲۰۰۰، ۲۰۰۱، ۲۰۰۲، ۲۰۰۵، ۲۰۱۰، ۲۰۲۴                                        |
| جام باشگاه‌های جهان | بین‌المللی | ۱       | ۲۰۰۸ |             |                                                                                                   |
| جام بین قاره ای    | بین‌المللی | ۱       | ۱۹۹۹ | ۱           | ۱۹۶۸                                                                                              |
| لیگ قهرمانان اروپا | اروپایی   | ۳       | ۱۹۶۸، ۱۹۹۹، ۲۰۰۸ | ۲           | ۲۰۰۹، ۲۰۱۱                                                                                        |
| لیگ اروپا          | اروپایی   | ۱       | ۲۰۱۷ | ۲           | ۲۰۲۱، ۲۰۲۵                                                                                        |
| سوپرجام اروپا      | اروپایی   | ۱       | ۱۹۹۱ | ۳           | ۱۹۹۹، ۲۰۰۸، ۲۰۱۷                                                                                  |
| جام در جام اروپا   | اروپایی   | ۱       | ۱۹۹۱ |             |                                                                                                   |

### دوگانه و سه‌گانه‌ها

#### دوگانه‌ها
| دوره                     | ۱۹۹۳ ۱۹۹۴ | ۱۹۹۵ ۱۹۹۶ | ۱۹۹۸ ۱۹۹۹ | ۲۰۰۷ ۲۰۰۸ | ۲۰۰۸ ۲۰۰۹ | ۲۰۱۶ ۲۰۱۷ |
| ------------------------ | --------- | --------- | --------- | --------- | --------- | --------- |
| لیگ و جام حذفی           | آری       | آری       | آری       |           |           |           |
| لیگ و جام اتحادیه        |           |           |           |           | آری       |           |
| لیگ و لیگ قهرمانان اروپا |           |           | آری       | آری       |           |           |
| جام اتحادیه و لیگ اروپا  |           |           |           |           |           | آری       |

#### سه‌گانه‌ها
| دوره                                | ۱۹۹۸ ۱۹۹۹ |
| ----------------------------------- | --------- |
| لیگ و جام حذفی و لیگ قهرمانان اروپا | آری       |

جام‌هایی نظیر جام باشگاه‌های فوتبال جهان، جام خیریه، سوپر جام‌ها و جام بین قاره‌ای به دلیل حضور تعداد کمی تیم، در بحث سه‌گانه‌ها و دوگانه‌ها قابل صرف نظر کردن هستند و جز سه‌گانه در نظر گرفته نمی‌شوند.

## توضیحات
1. ↑  ۷ قهرمانی در لیگ دسته اول و ۱۳ قهرمانی در لیگ برتر؛ از سال ۱۹۹۲، نام لیگ دسته اول به لیگ برتر تغییر یافت.